# La Comédie humaine
Vous lisez un « article de qualité » labellisé en 2015.
Ne doit pas être confondu avec La Condition humaine.
La Comédie humaine est le titre sous lequel Honoré de Balzac a regroupé un ensemble de plus de 90 ouvrages — romans, nouvelles, contes et essais — de genres réaliste, romantique, fantastique ou philosophique, et dont l’écriture s’échelonne de 1829 à 1850.
Par cette œuvre, Balzac veut faire une « histoire naturelle de la société », explorant de façon systématique les groupes sociaux et les rouages de la société, afin de brosser une vaste fresque de son époque susceptible de servir de référence aux générations futures.
Il répartit ses récits en trois grands ensembles : Études de mœurs, Études philosophiques et Études analytiques. Le premier est le plus important et se divise lui-même en six sections, explorant divers milieux sociaux et régions de la France. Les ouvrages sont liés entre eux de façon organique par plusieurs centaines de personnages susceptibles de reparaître dans divers romans, à des moments variés de leur existence. Pour assurer l'unité de son œuvre, Balzac corrige et réécrit inlassablement nombre de ses ouvrages, afin de mieux les fondre dans un plan d'ensemble qui est allé compter jusqu'à cent quarante-cinq titres.
Créateur du roman moderne, Balzac veut décrire la totalité du réel et s'intéresse à des réalités jusque-là ignorées en littérature, parce que laides ou vulgaires. Il montre sous ses diverses formes la montée du capitalisme et la toute-puissance de l'argent, menant à la disparition de la noblesse et à la dissolution des liens sociaux. Le titre a été choisi en référence à la Divine Comédie de Dante. Mais au lieu d'une entreprise théologique, l'auteur s'est voulu sociologue et a créé un univers non manichéen, où l'amour et l'amitié tiennent une grande place, et qui met en lumière la complexité des êtres et la profonde immoralité d'une mécanique sociale où les faibles sont écrasés tandis que triomphent le banquier véreux et le politicien vénal.
Doué du génie de l'observation, Balzac a créé des types humains saisissants de vérité. Certains de ses personnages sont tellement vivants qu'ils sont devenus des archétypes, tels Rastignac, le jeune provincial ambitieux, Grandet, l'avare tyran domestique, ou le père Goriot, icône de la paternité. Il accorde une place importante aux financiers et aux notaires, mais aussi au personnage de Vautrin, le hors-la-loi aux identités multiples. Son œuvre compte une importante proportion de courtisanes et de grisettes, à côté de femmes admirables et angéliques. L'importance qu'il donne à celles-ci et à leur psychologie lui a valu très tôt un lectorat féminin enthousiaste.
En dépit de l'opposition de l'Église, cette œuvre devient très vite un phénomène d'imprimerie et obtient un immense retentissement en France et en Europe, influençant profondément le genre du roman. Traduite en de nombreuses langues, elle est encore rééditée aujourd'hui et a souvent fait l'objet d'adaptations au cinéma et à la télévision.

## Genèse

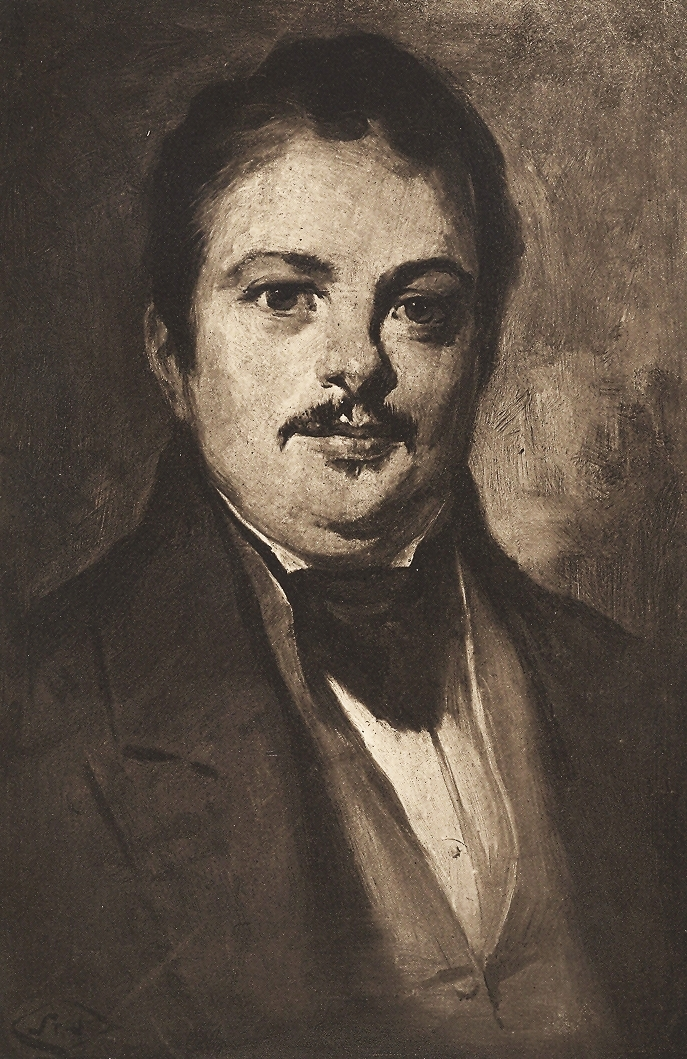
Honoré de Balzac d'après un tableau de Louis Boulanger.

Après avoir, pendant sept ans, espéré faire fortune en produisant des ouvrages de littérature marchande — romans sentimentaux situés dans un cadre pseudo-historique et aux intrigues pleines d'invraisemblances — qu'il signait sous des pseudonymes, Balzac s'oriente vers un nouveau genre de roman. Le tournant commence avec Les Chouans (1829), dont il soigne particulièrement le cadre géographique et historique, soucieux de vérité au point d'aller vivre deux mois chez un militaire à la retraite, le général de Pommereul, à proximité du théâtre de ce récit. Il s'attache ensuite à explorer les ressorts psychologiques qui sont à la base des événements sociaux. Avec La Peau de chagrin (1831), sa renommée commence à s'étendre au-delà des frontières, suscitant l'intérêt de Goethe, qui en discute avec Eckermann à Weimar.
Dès ce moment, sa production littéraire se révèle d'une fécondité remarquable, mais l'idée d'intégrer tous ses ouvrages dans une œuvre unique ne lui viendra que plus tard. Après avoir publié plusieurs romans sous le titre général de Scènes de la vie privée, il a l'idée, en juillet 1833, d'ajouter les Scènes de la vie de province, puis les Scènes de la vie parisienne et les Scènes de la vie de campagne, formant ainsi quatre ensembles qui seraient regroupés sous le titre Études de mœurs au XIXe siècle. Enthousiasmé par son projet, il accourt alors chez sa sœur, dont il était très proche, en s'écriant : « Saluez-moi, car je suis tout bonnement en train de devenir un génie. » Et il déroule son plan en faisant les cent pas dans son salon.
Ce n'est toutefois qu’en 1834 que lui vient l'idée de relier entre eux ces récits de façon organique, en réutilisant des personnages de récits précédents, faisant alors réapparaître dans Le Père Goriot l'ambitieux Eugène de Rastignac. Cette décision majeure l'amènera à corriger des ouvrages antérieurs afin de mieux les intégrer au grand projet.
Lors de la publication du Père Goriot, en 1835, le succès de librairie est à la mesure de ses attentes et le comble de joie : « Le Père Goriot fait fureur ; il n'y a jamais eu tant d'empressement à vouloir lire un livre ; les marchands l'affichent d'avance. Il est vrai que cela est grandiose… »

## Une histoire naturelle de la société

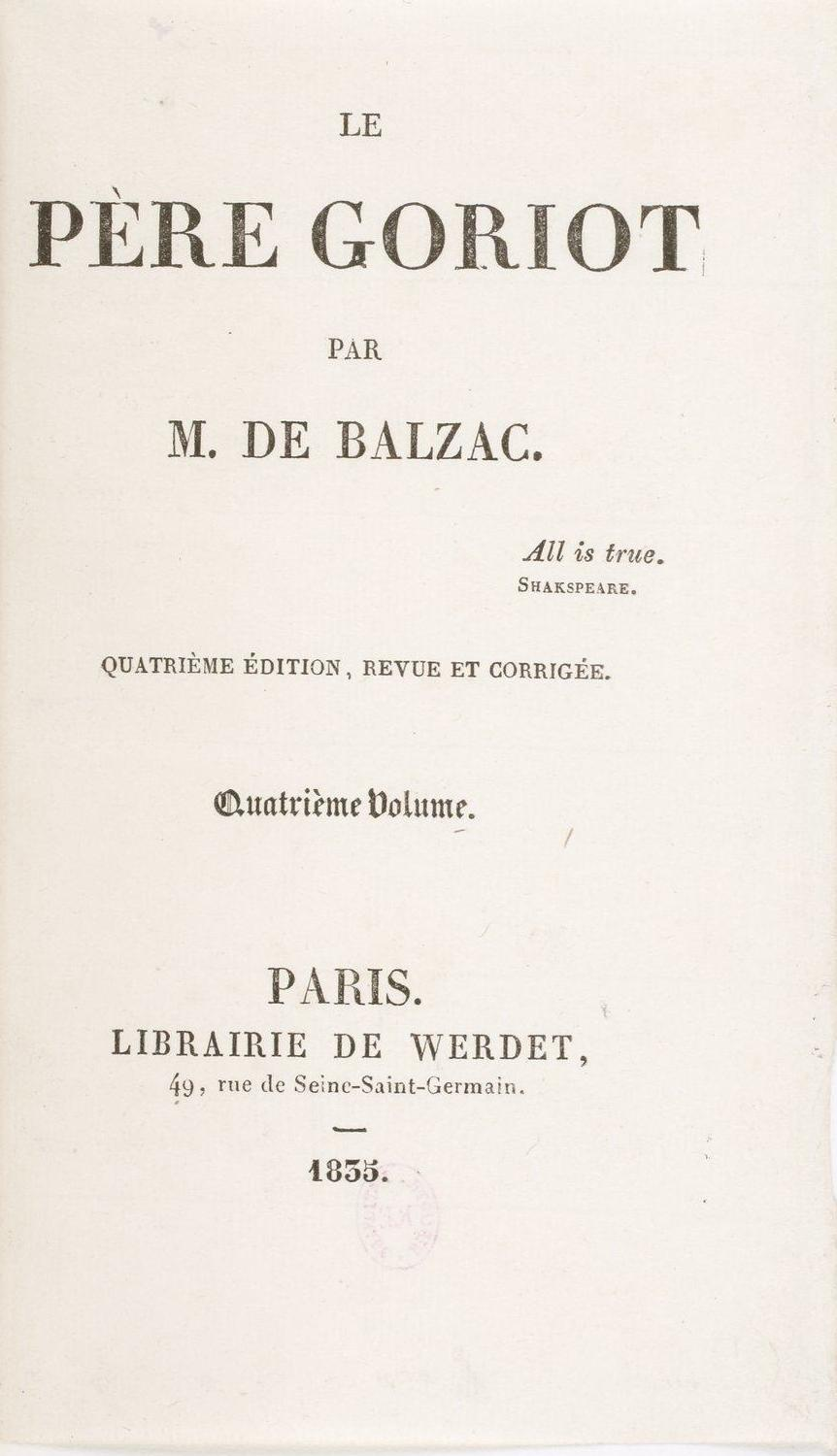
Page de titre de l'édition originale du Père Goriot (1835). Par la citation de Shakespeare en épigraphe (All is true / « Tout est vrai »), Balzac affirme un choix esthétique fondamental.

En 1834, lors de la rédaction du Père Goriot, Balzac éprouve son intuition fondamentale en découvrant qu'il n'y a pas de sujet indigne de la littérature et qu'un auteur doit embrasser la totalité du réel, y compris dans ses détails les plus laids ou les plus bas, toutes les classes sociales pouvant fournir des personnages de roman. Dès lors, il conçoit sa production romanesque comme une exploration systématique des groupes sociaux et des rouages de la société. Poursuivant dans la voie de la réflexion philosophique à laquelle il s'était d'abord intéressé au sortir de l'adolescence, il voit dès lors dans le roman la possibilité de proposer un système explicatif général.
Il part du principe qu'il existe « des Espèces Sociales comme il y a des Espèces Zoologiques » et que les premières sont beaucoup plus variées que les secondes, car « les habitudes, les vêtements, les paroles, les demeures d’un prince, d’un banquier, d’un artiste, d’un bourgeois, d’un prêtre et d’un pauvre sont entièrement dissemblables et changent au gré des civilisations ». Il en résulte que la somme romanesque qu'il envisage doit « avoir une triple forme : les hommes, les femmes et les choses, c’est-à-dire les personnes et la représentation matérielle qu’ils donnent de leur pensée ; enfin l’homme et la vie ».

Il envisage donc de répartir ses romans en trois grandes sections, ainsi qu'il l'expose dans une lettre de 1834 à Ewelina Hańska : « Je crois qu’en 1838, les trois parties de cette œuvre gigantesque seront, sinon parachevées, du moins superposées et qu’on pourra juger la masse […]. » Les Études de mœurs offrent l’histoire générale de la société. Elles sont axées sur les passions, qui sont le moteur de l'action humaine : « Si la pensée, ou la passion, qui comprend la pensée et le sentiment, est l’élément social, elle en est aussi l’élément destructeur. » Il envisage d'explorer systématiquement tous les aspects de la société et de la vie : 

« Les Études de Mœurs représenteront tous les effets sociaux sans que ni une situation de la vie, ni une physionomie, ni un caractère d'homme ou de femme, ni une manière de vivre, ni une profession, ni une zone sociale, ni un pays français, ni quoi que ce soit de l'enfance, de la vieillesse, de l'âge mûr, de la politique, de la justice, de la guerre, ait été oublié. »

« La seconde assise est les Études philosophiques, car après les effets viendront les causes. » Au dernier étage, les Études analytiques, composées de romans, de contes et de nouvelles fantastiques, fourniront la clé permettant de remonter aux causes. Balzac leur accordait une énorme importance et ce n’est pas par hasard si le premier grand succès lui arriva avec La Peau de chagrin.
Grâce à ce procédé de construction romanesque inédit, Balzac peut embrasser la totalité du monde dans un même projet, satisfaisant « l'obsession du tout, qui travaille son imaginaire ». Le plan se complète et s'amplifie au fil des ans. En 1839, il dit vouloir écrire « l'histoire des mœurs contemporaines. Ça formera 40 volumes. Ce sera une espèce de Buffon ». La référence à l'auteur de L’Histoire naturelle n'est pas gratuite, car Balzac veut appliquer au domaine moral les principes d'unité du vivant mis au jour par Buffon et Cuvier : « Il existe une anatomie comparée morale, comme une anatomie comparée physique. Pour l'âme, comme pour le corps, un détail mène logiquement à l'ensemble. »
Il se documente avec un soin extrême sur les époques et les milieux dont il traite, et fait de nombreux voyages pour visiter les lieux où il place son action, étant convaincu que « les grands conteurs sont des colosses d'érudition » ; loin de considérer ses ouvrages comme une lecture de divertissement, il veut faire une « contribution à la connaissance et à la compréhension d'une époque ». Pour décrire le milieu de la pègre et les opérations de la police dans Splendeurs et misères des courtisanes, il lit les mémoires de Vidocq et ceux de Fouché. Il dépouille aussi des ouvrages de sociologie sur le monde de la prostitution. Pour ses nouvelles sur la musique (Gambara et Massimilla Doni), il étudie la musique avec un maître, tout comme il a étudié la chimie pour écrire La Recherche de l'absolu.
La documentation, toutefois, n'est pas sa seule source et il a souvent affirmé que les génies possèdent un don de seconde vue qui leur permet de « deviner la vérité dans toutes les situations possibles […] de faire venir l'univers dans leur cerveau ».
De 40 volumes en 1839, le plan monte à 145 titres en 1845, dont 85 sont déjà écrits. En 1847, toutefois, sentant ses forces décliner, il réduit ce plan à 137 ouvrages, dont 87 sont considérés comme achevés tandis que 50 restent à faire. Par la suite, il retranchera encore plusieurs sujets et déplacera des titres dans la série. Au total, La Comédie humaine comptera 90 titres publiés du vivant de l'auteur.
Le grand projet étant interrompu par la mort, l'auteur laissera de nombreux projets à l'état d'ébauches. Trois ouvrages seront publiés à titre posthume : Les Paysans, resté inachevé et publié en 1855 par Évelyne de Balzac, Le Député d'Arcis et Les Petits Bourgeois de Paris, tous deux terminés par Charles Rabou, selon la promesse qu’il avait faite à Balzac peu avant sa mort, et publiés respectivement en 1854 et en 1856.
L'auteur tenait absolument à ce que la publication des romans et nouvelles composant La Comédie humaine respecte son plan d'ensemble. En effet, chaque titre porte un numéro dans le catalogue général.

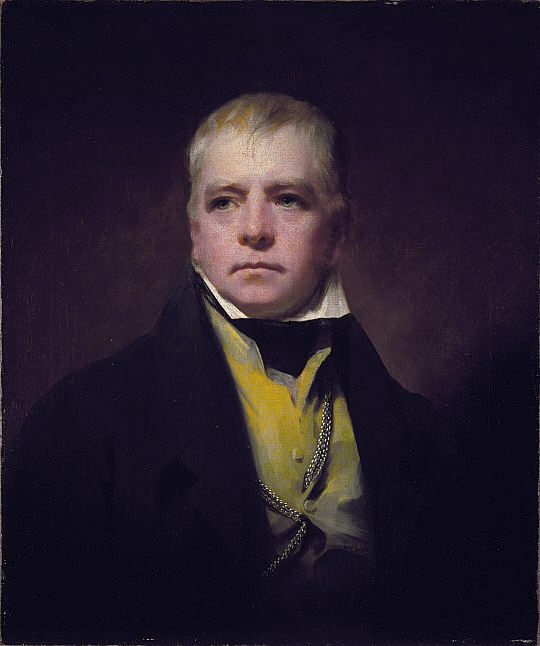
Portrait de Walter Scott en 1822

D'abord intitulé Études sociales, ou Œuvres complètes, ce n'est qu'en 1842, lors de la signature du contrat pour la publication de ses œuvres réunies, que l'ensemble prendra comme titre définitif La Comédie humaine, en référence à la Divine Comédie de Dante. Balzac mentionne ce titre pour la première fois dans une lettre datant probablement de janvier 1840. À la structure théologique adoptée par le poète médiéval fait place une structure sociologique. Ce titre l'enthousiasme et plaît à ses éditeurs, qui exigent toutefois aussi une préface le justifiant et montrant l'unité de l'ensemble. Après avoir vainement sollicité Charles Nodier puis George Sand pour cette préface, Balzac finit par se résoudre à l'écrire lui-même et y consacre autant de travail qu'à un récit complet. Dans cet avant-propos, il explique qu'il a voulu faire mieux que Walter Scott :

« Walter Scott élevait donc à la valeur philosophique de l’histoire le roman […] il y réunissait à la fois le drame, le dialogue, le portrait, le paysage, la description ; il y faisait entrer le merveilleux et le vrai […] Mais […] il n’avait pas songé à relier ses compositions l’une à l’autre de manière à coordonner une histoire complète, dont chaque chapitre eût été un roman, et chaque roman une époque. »

Il a ainsi développé la complexité du monde qu'il portait en lui dès 1832 et dresse un bilan dans une lettre enthousiaste à Mme Hańska : « Quatre hommes auront eu une vie immense : Napoléon, Cuvier, O’Connell, et je veux être le quatrième. Le premier a vécu la vie de l’Europe, il s’est inoculé des armées ! Le second a épousé le globe ! Le troisième s’est incarné dans un peuple ! Moi, j’aurai porté une société tout entière dans ma tête ! »
Balzac attribue au romancier une responsabilité majeure dans la sphère publique : « La loi de l’écrivain, ce qui le fait tel, ce qui, je ne crains pas de le dire, le rend égal et peut-être supérieur à l’homme d’État, est une décision quelconque sur les choses humaines, un dévouement absolu à des principes. »
Avec le temps, l'entreprise gagne en grandeur et se détache de la sentimentalité qui imprégnait encore par endroits les premiers romans. Plus grandit l'amertume de Balzac, plus son écriture se risque à dévoiler l'envers du décor, abordant le sujet de la perversion sexuelle dans La Rabouilleuse, révélant les intrigues politico-policières dans Une ténébreuse affaire, montrant dans Illusions perdues et Splendeurs et misères des courtisanes la vanité des salons aristocratiques et la façon dont le monde de la littérature est lié à celui de la finance. Par la suite, après quelques ouvrages secondaires dans lesquels il semble avoir perdu son élan, il revient en force avec deux chefs-d'œuvre, Le Cousin Pons et La Cousine Bette.

## Caractéristiques

### Un nouveau genre de roman
Comme le font observer les frères Goncourt, « le roman, depuis Balzac, n'a plus rien de commun avec ce que nos pères entendaient par ce roman ». De fait, un journal révolutionnaire faisait, en 1795, un constat assez sombre sur l'état du roman français : « Nous n'avons en français guère de romans estimables ; ce genre n'a pas été assez encouragé ; il a trouvé trop peu de lecteurs, les auteurs ne travaillaient que pour la classe nobiliaire […] De là résultaient des peintures de ridicules plutôt que de passions ; des miniatures plutôt que des tableaux […] on y trouvait peu de vérité, peu de ces traits qui, appartenant à tous les hommes sont faits pour être reconnus et sentis par tous. »
Cette exigence nouvelle de vérité tardera toutefois à se faire entendre. Encore en 1820, les romans à la mode qui circulent dans les cabinets de lecture « ne vont guère dans le sens d'une vérité plus exacte et plus générale » : ils visent seulement à procurer une évasion selon une formule stéréotypée, en mettant en scène un héros dont la situation sociale n'est jamais précisée et qui mène une vie irréelle.
La situation change avec Balzac. Très tôt, celui-ci prend conscience des possibilités du roman, dans lequel il voit un sommet de l'art : « Le roman, qui veut le sentiment, le style et l’image, est la création moderne la plus immense. » Créateur du roman moderne, il a couvert tous les genres — conte, nouvelle, essai, étude littéraire — et a touché à divers registres : fantastique et philosophique avec La Peau de chagrin, réaliste avec Le Père Goriot, mais romantique avec Le Lys dans la vallée. Il a produit une œuvre qui a servi de référence à son siècle et au siècle suivant, et donné ses lettres de noblesse au roman.
L'idée de créer un cycle romanesque dont l'unité serait assurée par le retour de nombreux personnages d'un roman à un autre a ouvert une voie que de nombreux auteurs reprendront par la suite. Il a créé un « univers non manichéen », où l'amour et l'amitié tiennent une grande place, et qui met en lumière à la fois la complexité des êtres et la profonde immoralité d'une mécanique sociale où les faibles sont écrasés tandis que triomphent le banquier véreux et le politicien vénal.

### Un réalisme visionnaire
Balzac était bien conscient de la révolution qu'il apportait dans l'art du roman, avec des personnages pris dans le vif de la société et un souci de vérité inconnu jusqu'alors. Pour lui, « un roman est plus vrai que l'Histoire » et « les détails seuls constituent désormais le mérite des ouvrages improprement appelés romans ». Doué d'une extraordinaire puissance d'observation, don qu'il estimait être le propre du génie, il décrit avec précision les divers aspects du réel, qu'il s'agisse des techniques de spéculation boursière, des plus-values que procure un monopole, du salon d'une demi-mondaine, d'une cellule de prison, de la démarche d'un capitaliste de province, du regard d'une mère sur son enfant ou de l'accoutrement d'une tenancière de pension. Il s'attache avec un soin extrême à des détails qui étaient ignorés par les auteurs classiques. Grâce à la précision et à la richesse de ses observations, La Comédie humaine a aujourd'hui valeur de témoignage socio-historique et permet de suivre la montée de la bourgeoisie française de 1815 à 1848.

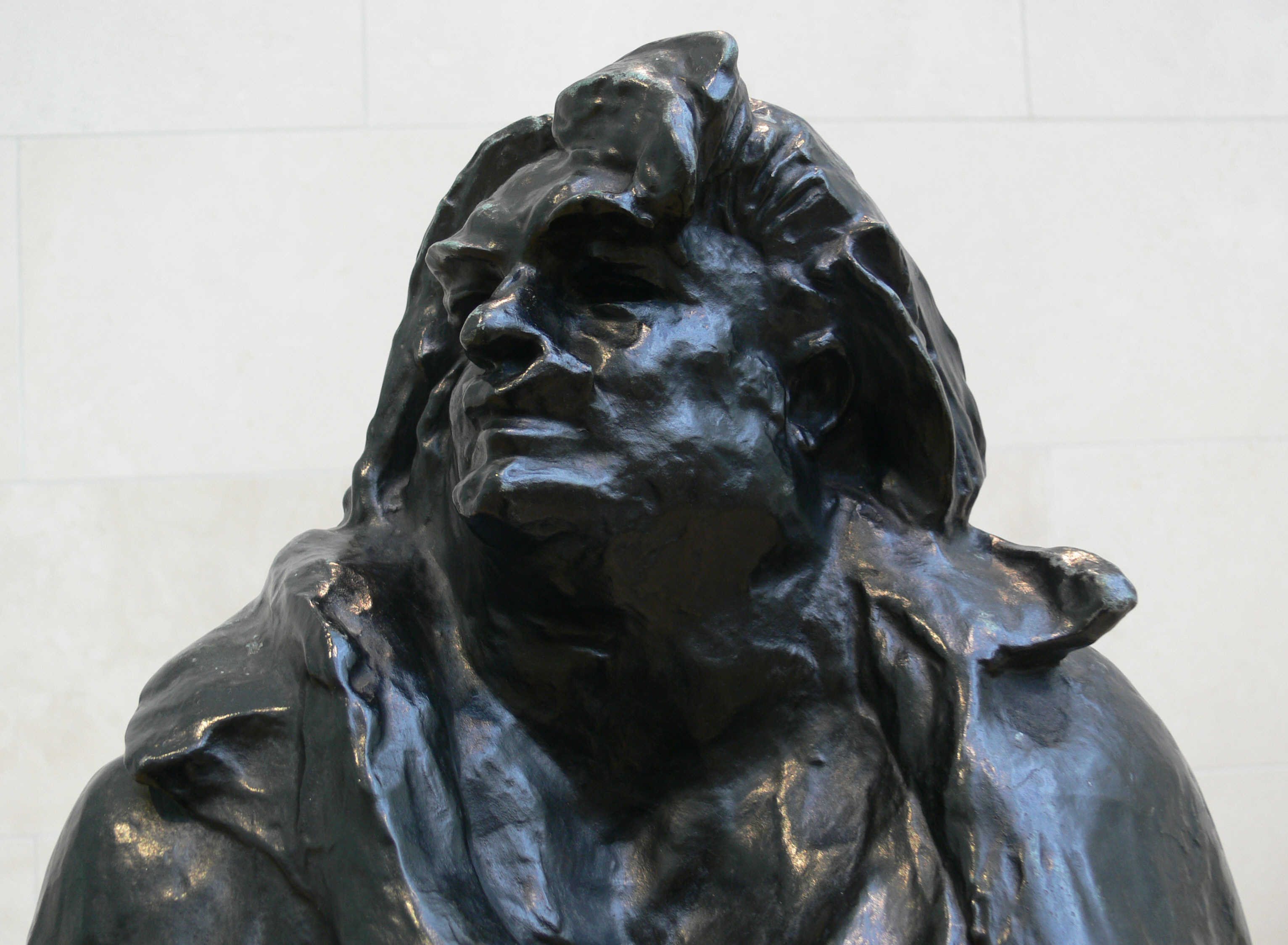
Statue de Balzac par Rodin (détail).

Ce souci du détail lui a valu d'être étiqueté comme un auteur réaliste, ce dont s'étonnait Baudelaire : 

« J'ai maintes fois été étonné que la grande gloire de Balzac fût de passer pour un observateur ; il m'avait toujours semblé que son principal mérite était d'être visionnaire, et visionnaire passionné. Tous ses personnages sont doués de l'ardeur vitale dont il était animé lui-même. Depuis le sommet de l'aristocratie jusqu'aux bas-fonds de la plèbe, tous les acteurs de sa Comédie sont plus âpres à la vie, plus actifs et rusés dans la lutte, plus patients dans le malheur, plus goulus dans la jouissance, plus angéliques dans le dévouement, que la comédie du vrai monde ne nous les montre. Bref, chacun, chez Balzac, même les portières, a du génie. »

Cette opinion est également celle de Bernard Pingaud, pour qui le roman balzacien ne ressemble guère à l’amalgame de plat réalisme et de romanesque qu’on a pu accoler à ce nom. Tout en rappelant ce que les décors et les personnages de Balzac doivent à une observation minutieuse du réel, André Maurois insiste sur le fait que cette réalité est transmutée dans les moments d'extase et de « surexcitation cérébrale » de la création, de sorte que le réalisme devient visionnaire. Nombre de critiques ont salué « une imagination débordante et d'une richesse infinie, l'imagination créatrice la plus fertile et la plus dense qui ait jamais existé depuis Shakespeare ».

Pour Albert Béguin, « il ne s'agit nullement de peindre la réalité courante, mais au contraire d'en pousser tous les détails à l'hyperbole, de contraindre un spectacle quotidien à se métamorphoser en vision. » Cette faculté de visionnaire « permet à Balzac de donner au monde de l'expérience commune le relief saisissant d'une hallucination ou d'une fantasmagorie ». On peut en juger par cette description d'une tireuse de cartes : 

« C’était une face desséchée où brillaient deux yeux gris d’une immobilité fatigante ; un nez rentré, barbouillé de tabac ; des osselets très-bien montés par des muscles assez ressemblants, et qui, sous prétexte d’être des mains, battaient nonchalamment des cartes, comme une machine dont le mouvement va s’arrêter. Le corps, une espèce de manche à balai, décemment couvert d’une robe, jouissait des avantages de la nature morte, il ne remuait point. »

Balzac, qui « a réservé une place de choix aux êtres d'exception, aux hors-la-loi, aux hommes de génie, aux grands vaincus et aux courtisanes », évoque lui-même dans une lettre la part que joue son imagination dans la création de ses personnages et des sentiments qu'il leur prête : « L'observation ne serait-elle qu'une sorte de mémoire propre à aider cette mobile imagination ? » À un critique qui lui reprochait de mettre en scène des caractères exceptionnels, il répond que ses romans auraient été illisibles s'il avait laissé à ses personnages « la place réelle qu'occupent dans l'état social les honnêtes gens dont la vie est sans drame ».
Tout comme Hugo, il avait l'ambition de révéler les secrets de la société et d'affirmer ainsi sa maîtrise sur le monde, car « le visible est impénétrable à l'œil du profane, mais pour l'œil averti, l'invisible est la clé du visible ». Cette poétique du secret et de l'énigme se double de « dispositifs voyeuristes » qui procurent au lecteur la jouissance de pouvoir regarder sans être vu, qu'il s'agisse d'une mystérieuse activité observée par le trou d'une serrure, d'une personne élégante qu'on voit entrer dans une maison louche ou, cas le plus fréquent, de la vision à son insu d'une femme désirée. Par extension, ce thème touche aussi à la passion de Balzac pour le masque et le travestissement.

### Une veine fantastique

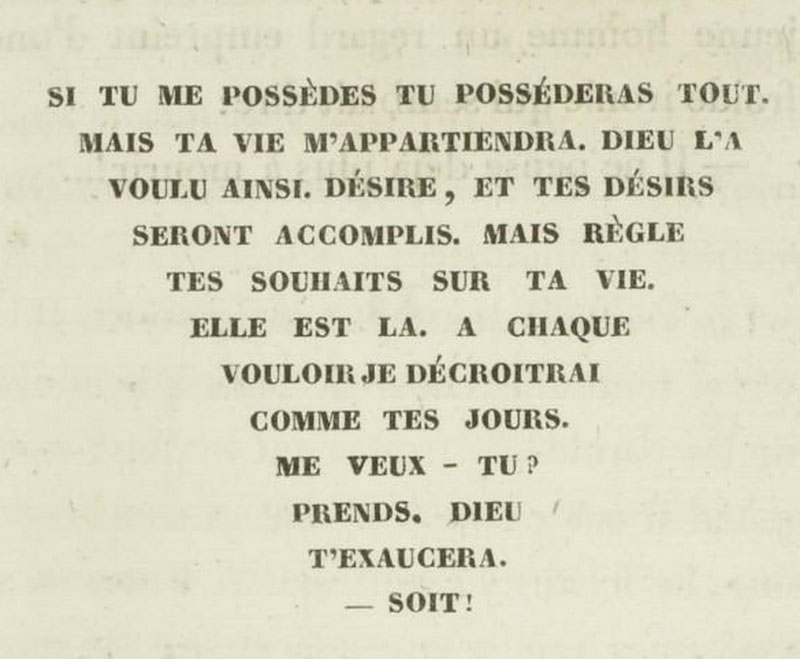
Extrait de La Peau de chagrin exposant les propriétés fantastiques de cette peau.

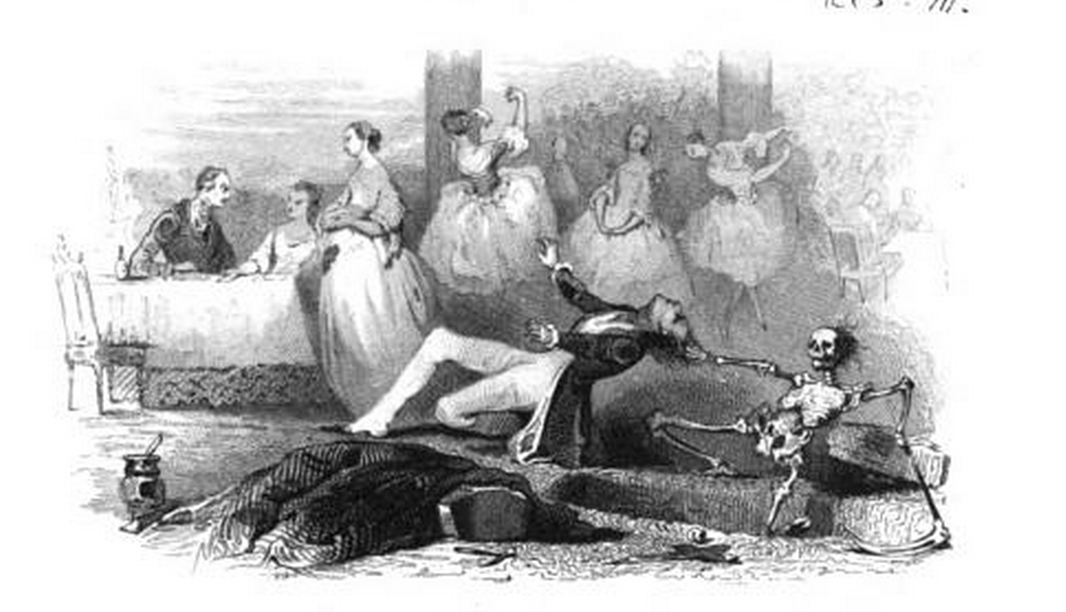
Dessin de la couverture de La Peau de chagrin, Paris, Delloye (1838).

Balzac est fortement influencé par Hoffmann qu’il est le premier à faire paraître dans la Revue de Paris en 1829. Il rend hommage à l’écrivain allemand qu’il admire « parce qu’il refuse le classicisme bourgeois et la littérature roucoulante des ex-censeurs de l’Empire ». L'influence d’Hoffmann est d’ailleurs décelable dans plusieurs de ses contes philosophiques. Ainsi Maître Cornélius, publié en 1831 dans la Revue de Paris, doit quelque chose à Mademoiselle de Scudéry qu’Henri de Latouche avait traduit en se l'appropriant sous le titre Olivier Brusson dès 1824. Mais, bientôt, la publication massive en traduction des contes d’Hoffmann et l'effet de mode qui en découle détournent Balzac d'un genre qu’il estime galvaudé. Dans un article paru dans La Caricature le 16 février 1832, il sait gré aux auteurs des Contes bruns (Philarète Chasles et Charles Rabou), de n’avoir pas utilisé le mot « fantastique » : « programme malsain d’un genre qu’on a déjà trop usé par l’abus du nom seulement ».
Il a d'abord repris des thèmes classiques : L'Élixir de longue vie (1830) est une variation sur le mythe de Don Juan, tandis que Melmoth réconcilié reprend le mythe de Faust. Avec La Peau de chagrin, Balzac invente un fantastique nouveau pour son époque, car son récit prend soin de maintenir l'ambiguïté sur l'origine des événements qui surviennent au héros, en les faisant coïncider avec des causes naturelles. Ceux-ci semblent ainsi être l'effet d'un hasard plutôt que de l'action d'une peau véritablement magique. Ainsi, à peine Raphaël a-t-il formulé le désir d'une orgie qu'il croise des amis qui l'entraînent chez un banquier désireux de fonder une revue et de régaler ses futurs rédacteurs. Le lien avec la peau existe cependant et est suggéré avec habileté, son rétrécissement étant bien réel. Échappant ainsi à l'action directe d'un objet magique, le fantastique se nourrit du réel et tient à la nature des situations, des lieux et des personnages. Ce faisant, Balzac dessille les yeux du lecteur et l’oblige à regarder mieux ce qui est. C’est par le fantastique que son réalisme atteint au « surréel » philosophique ».
Par la suite, Balzac se détache encore davantage du fantastique gothique pour s'attacher au fantastique qui peut jaillir de situations bien réelles mais perçues par un enfant qui n'en comprend pas le sens : « Je n’ai jamais plus retrouvé nulle part, ni chez les mourants, ni chez les vivants, la pâleur de certains yeux gris, l’effrayante vivacité de quelques yeux noirs. Enfin ni Maturin ni Hoffmann, les deux plus sinistres imaginations de ce temps, ne m’ont causé l’épouvante que me causèrent les mouvements automatiques de ces corps busqués. […]. »

### Une veine mystique et ésotérique

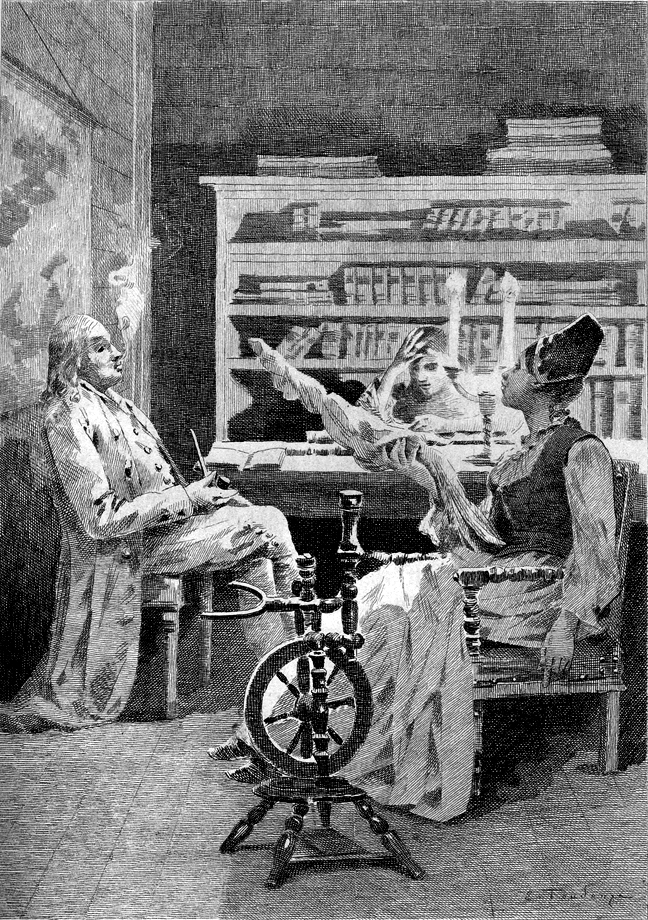
Illustration de la couverture de Séraphîta.

Le mysticisme qui imprègne les Études philosophiques — Louis Lambert, Les Proscrits, Jésus-Christ en Flandre, Séraphîta, La Recherche de l'absolu, Ursule Mirouët — mêle les influences du voyant suédois Swedenborg, du théologien danois luthérien Hans Lassen Martensen et du médecin allemand Franz-Anton Mesmer, théoricien du magnétisme animal. Balzac fait du « swedenborgisme » sa religion et estime que celle-ci peut sauver le monde.
Convaincu de la profonde unité de la nature, il cherche constamment à relier monde spirituel et matériel, qui ne sont que deux aspects d'une même réalité. Adepte du transformisme, il trouve dans les ouvrages du mystique suédois ample confirmation d'une philosophie unitaire qu'il avait déjà développée au contact des théories de Cuvier et de Geoffroy Saint-Hilaire : « Je trouve que s'il y a quelque plan digne du sien [Dieu], ce sont les transformations humaines faisant marcher l'être vers des zones inconnues. C'est la loi des créations qui nous sont inférieures: ce doit être la loi des créations supérieures. »
Tout comme la physiognomonie lui a appris que l'apparence extérieure révèle la personnalité cachée, de même est-il persuadé que des êtres exceptionnels peuvent atteindre un niveau de voyance qui leur permet de « voir les choses du monde matériel aussi bien que celles du monde spirituel dans leurs ramifications originelles et conséquentielles », ainsi que l'affirme Louis Lambert. De même, Séraphîtus « possède cette vue intérieure qui pénètre tout ».
Il est possible d'accéder à cet état de voyance grâce au rêve et au somnambulisme magnétique. Dans Séraphîta, l'héroïne impose les mains sur le front de Wilfrid pour « provoquer en lui le rêve qui la révélera telle qu'elle est et fera comprendre au jeune homme la destinée de l'humanité ». Par le rêve, l'esprit peut s'élever aux réalités les plus hautes et apercevoir « la sphère où la Méditation entraîne le savant, où la Prière transporte l’âme religieuse, où la Vision emmène un artiste ». L'esprit peut alors « s'isoler complètement du milieu dans lequel il réside » et franchir des distances infinies à la vitesse de l'éclair.
À la différence du mystique, toutefois, qui veut disparaître dans la contemplation de Dieu, Balzac cherche plutôt à posséder le monde, à acquérir la puissance et « ravir à Dieu son secret ». C'était là le propre de Prométhée, comme l'a vu Maurois, qui a choisi cette figure mythique comme titre de sa biographie de Balzac.

## Les personnages

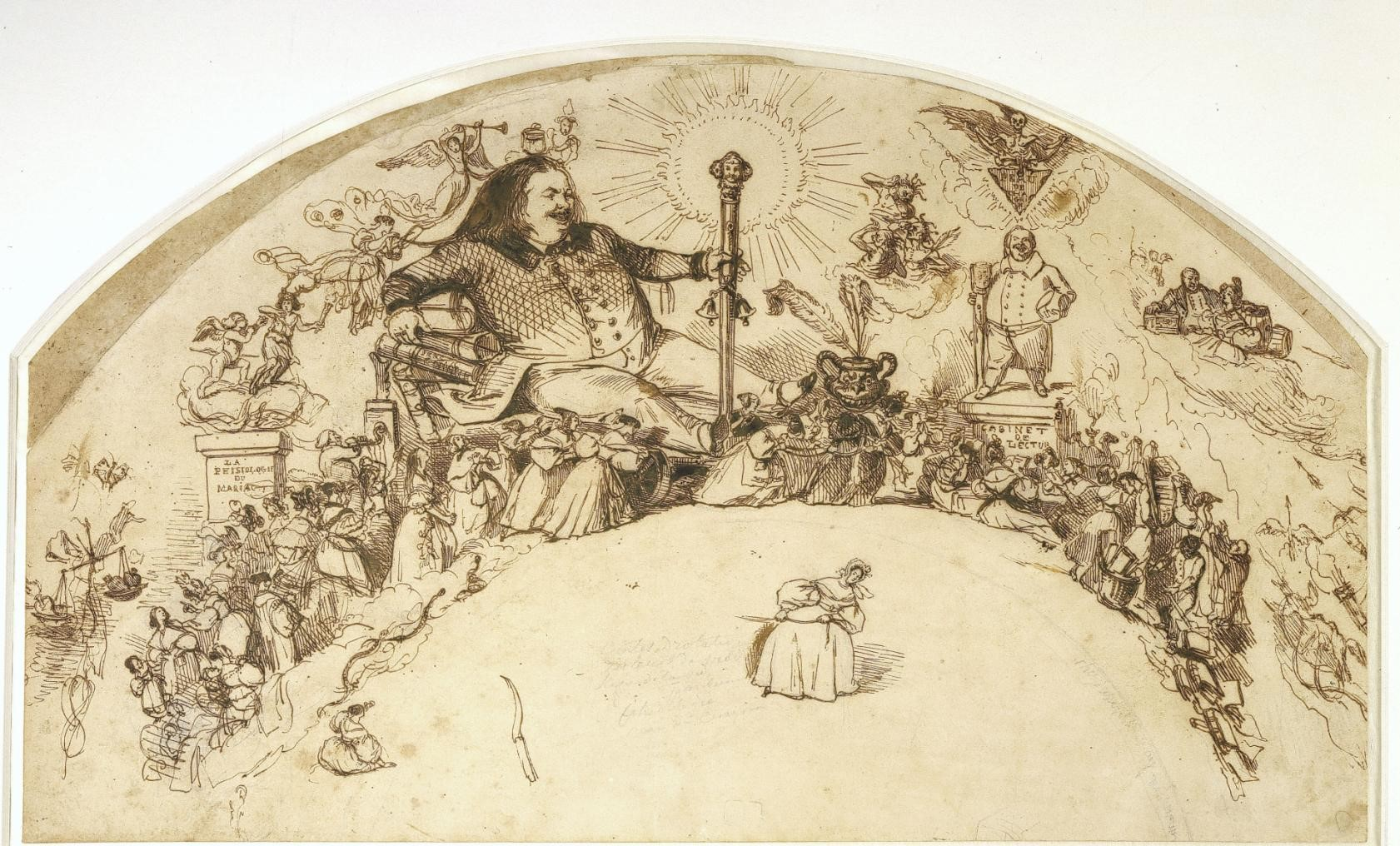
Balzac et les personnages de La Comédie humaine.
Dessin à la plume de Grandville pour un projet d'éventail.

Lors de la conception de sa « cathédrale » littéraire, Balzac estimait qu'il lui faudrait créer trois à quatre mille personnages pour représenter le drame qui se joue dans une société. Par la suite, il réduit quelque peu ce nombre, « deux ou trois mille figures saillantes d’une époque, car telle est, en définitif, la somme des types que présente chaque génération et que La Comédie humaine comportera ».
L'auteur n'était pas loin du compte, car le chiffre précis est de 2 472 personnages. Un nombre considérable de ceux-ci — 573 précisément — réapparaissent, ne fût-ce que furtivement, dans plusieurs romans, les records en la matière étant détenus par le financier Nucingen (31 ouvrages), le médecin Bianchon (29), le dandy de Marsay (27) et l'ambitieux au cœur sec Rastignac (25). En outre, Balzac a eu l'idée de lier ses personnages « les uns aux autres par un ciment social de hiérarchies et de professions ».

### Le retour des personnages

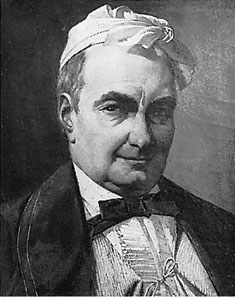
Sainte-Beuve, le grand critique du temps, n'aimait pas Balzac. Il lui reproche notamment de faire reparaître des personnages d'un roman à un autre.

Le philosophe Alain a défini La Comédie humaine comme un « carrefour où les personnages se rencontrent, se saluent, et passent. De là vient qu'au lieu d'être dans un roman, on est dans dix ». Pour François Mauriac, c'est un « rond-point […] d'où partent les grandes avenues que Balzac a tracées dans sa forêt d'hommes. »
Les figures principales du monde balzacien correspondent à des types humains que l’on verra reparaître souvent, formant des portraits de groupes dans un chassé-croisé savant de financiers, de médecins, de politiciens et de courtisanes ou de femmes du monde. Toutefois, la fréquence des réapparitions et le nombre de romans dans lesquels sont cités ces personnages, ne correspondent pas toujours à leur importance réelle. Ainsi, des personnages majeurs comme Jean-Joachim Goriot, le cousin Pons, la cousine Bette, César Birotteau, Coralie ou Esther Gobseck sont les protagonistes d'un seul roman et ne réapparaissent guère, ou seulement sous forme d'évocation.

Le principe de ces « personnages reparaissants » a été vivement critiqué par Sainte-Beuve : 

« Les acteurs qui reviennent dans ces nouvelles ont déjà figuré, et trop d'une fois pour la plupart, dans des romans précédents de M. de Balzac. Quand ce seraient des personnages intéressants et vrais, je crois que les reproduire ainsi est une idée fausse et contraire au mystère qui s'attache toujours au roman. Un peu de fuite en perspective fait bien. […] Presque autant vaudrait, dans un drame, nous donner la biographie détaillée, passée et future, de chacun des comparses. Grâce à cette multitude de biographies secondaires qui se prolongent, reviennent et s'entrecroisent sans cesse, la série des Études de mœurs de M. de Balzac finit par ressembler à l'inextricable lacis des corridors de certaines mines ou catacombes. On s'y perd et l'on n'en revient plus, ou, si l'on en revient, on n'en rapporte rien de distinct. »

Ce n'était pas l'avis de Félix Davin qui avait compris l'importance de ce principe dès 1835, dans son introduction aux Études de mœurs : « L'une des plus hardies inventions de l'auteur [est] de donner la vie et le mouvement à tout un monde fictif dont les personnages subsisteront peut-être encore, alors que la plus grande partie des modèles seront morts et oubliés. » Marcel Proust y verra également une touche sublime, qui donne à l'œuvre une profonde unité.

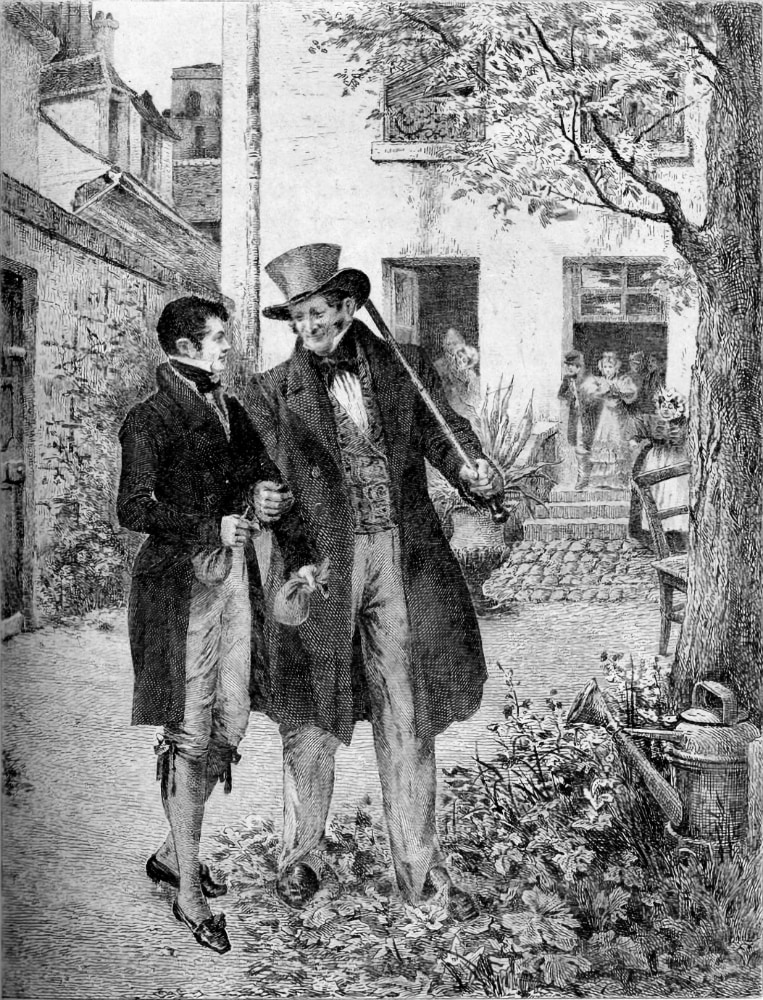
Rastignac et Vautrin dans la cour de la pension Vauquer (Le Père Goriot).

De fait, la réapparition des personnages constitue un élément capital de La Comédie humaine, même si, la plupart du temps, un personnage ne joue un rôle important que dans un seul roman — tels Rastignac dans Le Père Goriot ou De Marsay dans La Fille aux yeux d'or — et que certains personnages sont toujours secondaires, quoique apparaissant souvent, tel le docteur Bianchon. Cela n'enlève rien à l'efficacité du procédé, car « un personnage reparaissant […] apparaît moins comme personnage que comme signe ou comme indice (étant) pris dans un réseau avec d'autres personnages ». En raison de sa forte caractérisation, le personnage représente en effet presque toujours un ensemble social : Rastignac évolue dans la sphère du pouvoir et des salons aristocratiques, Nucingen est associé au milieu de la banque et Bianchon évoque la maladie et son traitement.
Pour assurer l'unité de son œuvre, Balzac n'hésite pas à remanier des romans antérieurs, faisant disparaître d'anciens personnages ou donnant un nom à un personnage jusqu'alors resté anonyme, afin d'assurer le plus de cohérence et de vérité possible à La Comédie humaine, qu'il voyait comme un tout. Ses retouches maniaques et ses inspirations du moment lui font changer titres et noms des protagonistes à mesure que paraissent les œuvres.
L’auteur trouve des cousinages spontanés à ses personnages et revient en arrière selon une technique que Marcel Proust appelait « l’éclairage rétrospectif » : le passé d’un personnage n’est révélé que longtemps après sa présentation, ce qui lui donne un souffle de vie et un supplément de mystère. Ainsi, Jacques Collin, apparu dans Le Père Goriot, se précise sous le nom de l’abbé Carlos Herrera dans Splendeurs et misères des courtisanes. La vicomtesse de Beauséant — dont on voit le triste échec dans La Femme abandonnée — aura été une séductrice tout au long de La Comédie humaine. La princesse de Cadignan, aussi appelée Diane de Maufrigneuse dans Les Secrets de la princesse de Cadignan, ne cesse d’être précisée, montrée sous tous les angles, même sous celui d'une générosité inattendue dans Le Cabinet des Antiques. Mais Balzac s'écarte parfois de la cohérence chronologique de ses personnages. En dépit de l'extraordinaire maîtrise de l'auteur sur sa création, manier une telle quantité de personnages en les faisant reparaître dans des romans situés à différentes époques devait fatalement engendrer des dizaines de fautes de chronologie, des cas de morts qui ressuscitent, d'enfants posthumes, de changements dans la psychologie, de contradictions physiognomoniques ou de modifications d'état-civil. Conscient du danger, et bien avant l'apparition d'un dictionnaire de ses personnages, Balzac avait établi un modèle de fiche au sujet de Rastignac pour mieux suivre son évolution. Il avait aussi prévu que des lecteurs pussent souhaiter disposer d'une fiche synthétique représentant le parcours biographique des personnages, afin « de se retrouver dans cet immense labyrinthe » que Zola décrit comme une tour de Babel : « Je relis dans la très belle et très complète édition que publie en ce moment la librairie Michel Lévy cette étrange comédie humaine, ce drame vivant […] c'est comme une tour de Babel que la main de l'architecte n'a pas eu et n'aurait jamais eu le temps de terminer. »

### Des types sociaux

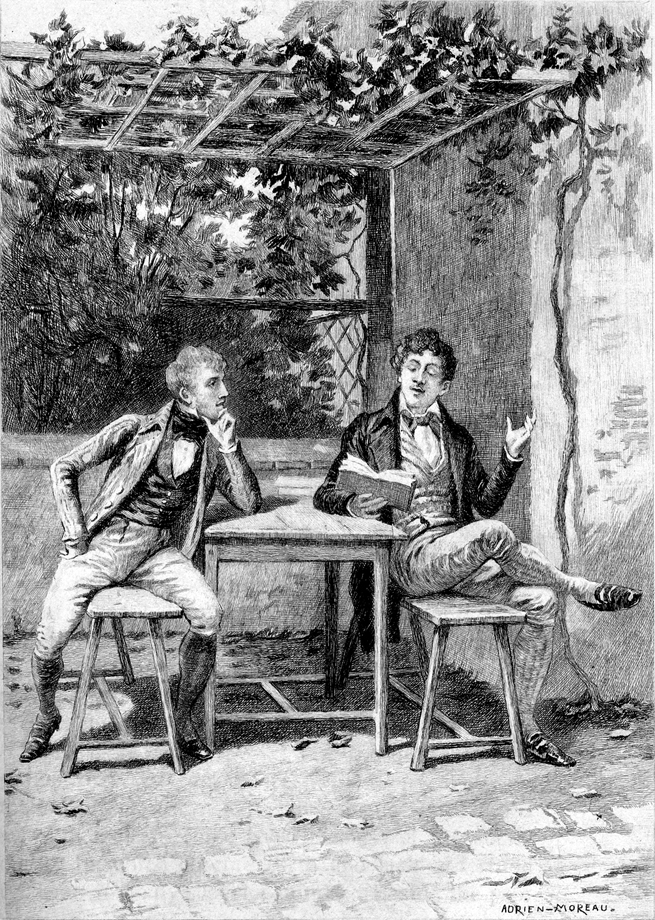
David Séchard et Lucien de Rubempré dans Illusions perdues.

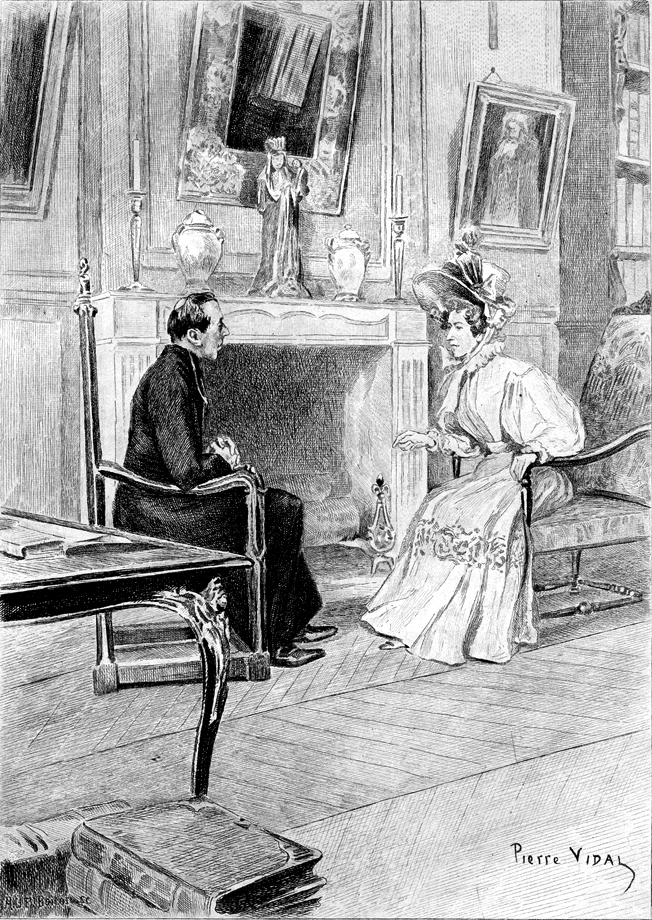
Madame de Listomère et le curé Troubert dans Le Curé de Tours.

La Comédie humaine ne fait pas seulement « concurrence à l’état civil » comme le souhaitait l’auteur, car Balzac, théoriquement partisan d’une société divisée en classes immuables, n’aime que les personnages qui ont un destin. L’être balzacien par excellence est celui de l’excès. Tous ceux auxquels l’auteur s’est visiblement attaché sont des révoltés — tels Calyste du Guénic dans Béatrix, Lucien de Rubempré dans Illusions perdues —, des hors-la-loi — tels Vautrin et Henri de Marsay dans Histoire des Treize —, ou des bolides humains qui traversent avec violence les étages de la hiérarchie sociale — tels Eugène de Rastignac, Coralie ou Esther Gobseck dans Illusions perdues et Splendeurs et misères des courtisanes, Birotteau dans César Birotteau, le musicien extravagant Gambara, l'homme « emmuré » dans La Grande Bretèche.

« J’aime les êtres exceptionnels, écrit Balzac à George Sand, j’en suis un. Il m’en faut d’ailleurs pour faire ressortir mes êtres vulgaires et je ne les sacrifie jamais sans nécessité. Mais ces êtres vulgaires m’intéressent plus qu’ils ne vous intéressent. Je les grandis, je les idéalise, en sens inverse, dans leur laideur ou leur bêtise. Je donne à leurs difformités des proportions effrayantes ou grotesques. »

L’auteur de La Comédie humaine est le plus « balzacien » de tous ses personnages. Il vit lui-même leur propre vie jusqu’à l'épuisement. Comme Raphaël dans La Peau de chagrin, chacune de ses œuvres lui demande un effort si considérable qu’elle rétrécit inexorablement son existence. Dans Facino Cane, le narrateur fait une confidence qui pourrait bien être celle de Balzac lui-même : « Quitter ses habitudes, devenir un autre que soi par l’ivresse des facultés morales, et jouer ce jeu à volonté, telle était ma distraction. À quoi dois-je ce don ? Est-ce une seconde vue ? Est-ce une de ces qualités dont l’abus mènerait à la folie ? Je n’ai jamais recherché les causes de cette puissance ; je la possède et m’en sers, voilà tout. »

Fasciné par la puissance explicative de la physiognomonie et de la phrénologie, alors très en vogue, mais aussi par la « vestignomonie », l’« élégantologie » et la « cognomologie », Balzac se sert de ces théories pour donner un effet de vérité à ses personnages, en faisant coïncider le physique et le moral : 

« Les lois de la physionomie sont exactes, non seulement dans leur application au caractère, mais encore relativement à la fatalité de l’existence. Il y a des physionomies prophétiques. S’il était possible, et cette statistique vivante importe à la Société, d’avoir un dessin exact de ceux qui périssent sur l’échafaud, la science de Lavater et celle de Gall prouveraient invinciblement qu’il y avait dans la tête de tous ces gens, même chez les innocents, des signes étranges. »

 Très souvent, le portrait se révèle prophétique et concentre des éléments clés du récit. Ainsi en est-il du criminel dans Le Curé de village : « Un trait de sa physionomie confirmait une assertion de Lavater sur les gens destinés au meurtre, il avait les dents de devant croisées. » Un autre personnage du même roman, également criminel, présentait « des signes de férocité cachée : les dents mal rangées imprimaient à la bouche, dont les lèvres étaient d’un rouge de sang, un tour plein d’ironie et de mauvaise audace ; les pommettes brunes et saillantes offraient je ne sais quoi d’animal ».

Pour donner encore plus de force à ses portraits, Balzac met souvent ses personnages en relation avec leur environnement et excelle à démontrer « à quel point le type social est façonné par son milieu ambiant, et adapté à lui, jusqu'à faire pratiquement partie de lui et lui ressembler ». Les exemples sont nombreux : 

« Le visage pâle et ridé de la vieille femme était en harmonie avec l’obscurité de la rue et la rouille de la maison. À la voir au repos, sur sa chaise, on eût dit qu’elle tenait à cette maison comme un colimaçon tient à sa coquille brune ; […] ses grands yeux gris étaient aussi calmes que la rue, et les rides nombreuses de son visage pouvaient se comparer aux crevasses des murs. »

« L'embonpoint blafard de cette petite femme est le produit de cette vie, comme le typhus est la conséquence des exhalaisons d'un hôpital. Son jupon de laine tricotée, qui dépasse sa première jupe faite avec une vieille robe, et dont la ouate s'échappe par les fentes de l'étoffe lézardée, résume le salon, la salle à manger, le jardinet, annonce la cuisine et fait pressentir les pensionnaires. »

Façonné par son milieu, le personnage balzacien se transforme aussi lui-même par une opération active, dynamique, présentant des caractéristiques physiques et des jeux de physionomie qu'il a développés grâce à la profession qu'il exerce : « [Le notaire] s’arrêta en regardant Bartholoméo avec une expression particulière aux gens d’affaires et qui tient le milieu entre la servilité et la familiarité. Habitués à feindre beaucoup d’intérêt pour les personnes auxquelles ils parlent, les notaires finissent par faire contracter à leur figure une grimace qu’ils revêtent et quittent comme leur pallium officiel. »

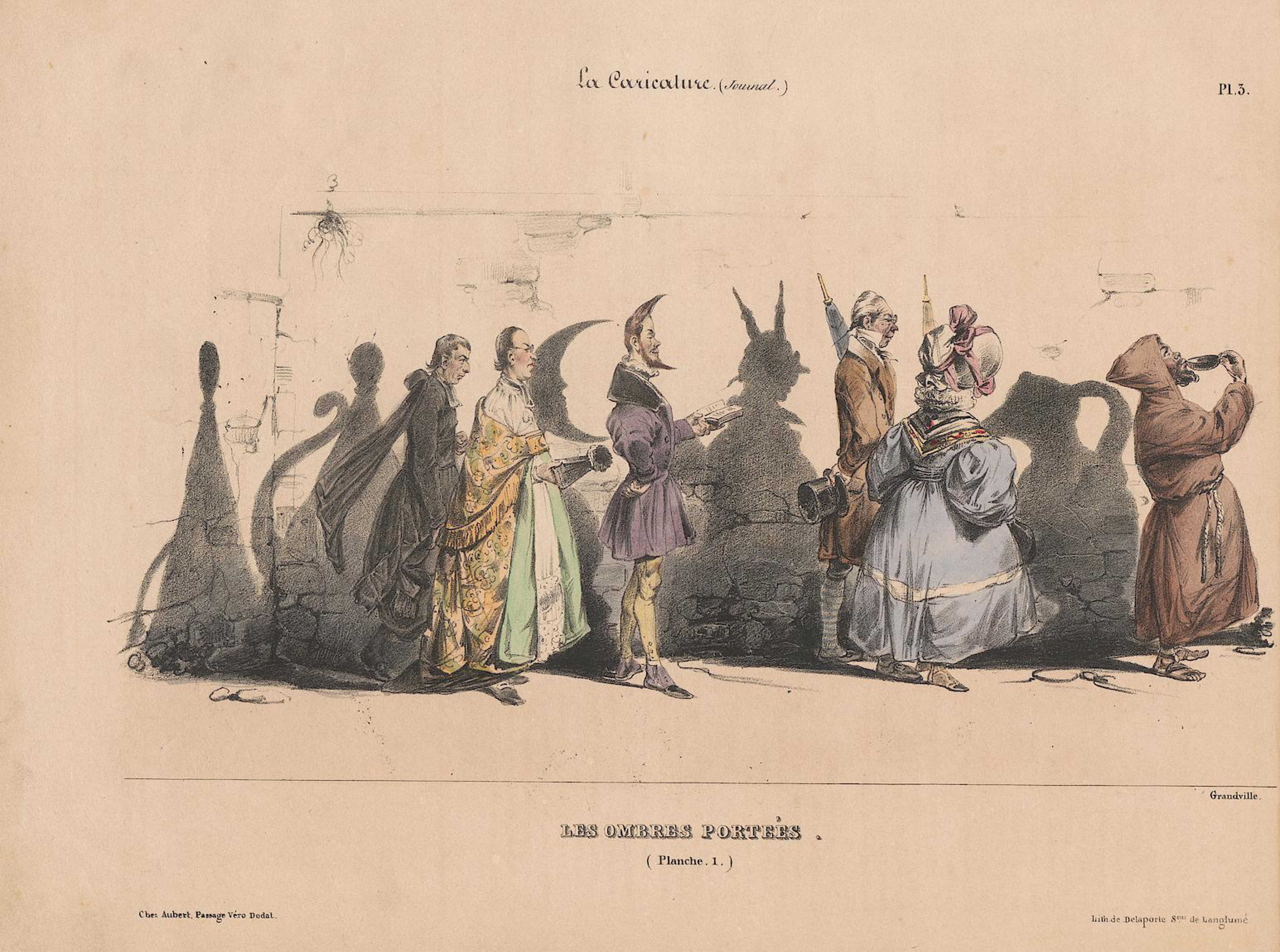
Illustration de Grandville dans le journal satirique La Caricature où écrivait Balzac en 1830.

Ces portraits font volontiers appel à des métaphores animales : Henri de Marsay a un courage de lion et une adresse de singe ; le redoutable comte Maxime de Trailles a des yeux de faucon, maître Roguin des yeux de lynx, Vautrin des yeux de tigre, tandis que le crétin Chautard a des yeux « semblables à ceux d'un poisson cuit ». Balzac a aussi recours à une onomastique imprégnée de cratylisme animal pour surdéterminer le destin de certains personnages, comme le faisait déjà Sterne dans Tristram Shandy, un roman qu'il admirait. François Rastier a mis en évidence la cohérence du réseau d'isotopies animales dans La Cousine Bette. Ces comparaisons animalières — recevables à une époque où la fable était encore vivante et où la série des « Ombres portées » de Grandville faisait les délices des lecteurs de La Caricature (voir ci-contre) — relèvent des « codes culturels » balzaciens qui ont le plus vieilli.
Toutefois, grâce à l'épaisseur physique et psychologique qu'il donne à ses personnages et à l'empathie qu'il témoigne à leur égard, Balzac a réussi à créer des personnages mémorables, auxquels le lecteur va facilement s'attacher. Ainsi, à la question « Le plus grand chagrin de votre vie ? », Oscar Wilde aurait donné cette réponse : « La mort de Lucien de Rubempré. »
La création du personnage balzacien se fait en trois étapes. D’abord, l'auteur part de personnes connues ou de personnages livresques, puis il enrichit le personnage fictionnel d’éléments empruntés à d’autres. Marie d'Agoult sert ainsi de base à Béatrix de Rochefide. Dans la deuxième étape, « il est guidé non plus par un désir de transposition littéraire, mais par les exigences intrinsèques à l’œuvre ». Comme un peintre prend du recul pour mieux voir son tableau, il ajoute une touche pour donner plus de relief à l’œuvre. Dans la troisième étape, il déforme le personnage comme dans une hallucination, pour en faire l’incarnation d’une idée : Gobseck incarnant la puissance de l’or, le père Goriot étant qualifié de « Christ de la paternité » et César Birotteau de « martyr de la probité commerciale ». Ses personnages atteignent dès lors un tel niveau de réalité qu'ils sont devenus des types, au même titre que ceux de Shakespeare, dont Taine a rapproché plusieurs de ses figures de scélérats et de monomanes.

### Les modèles vivants

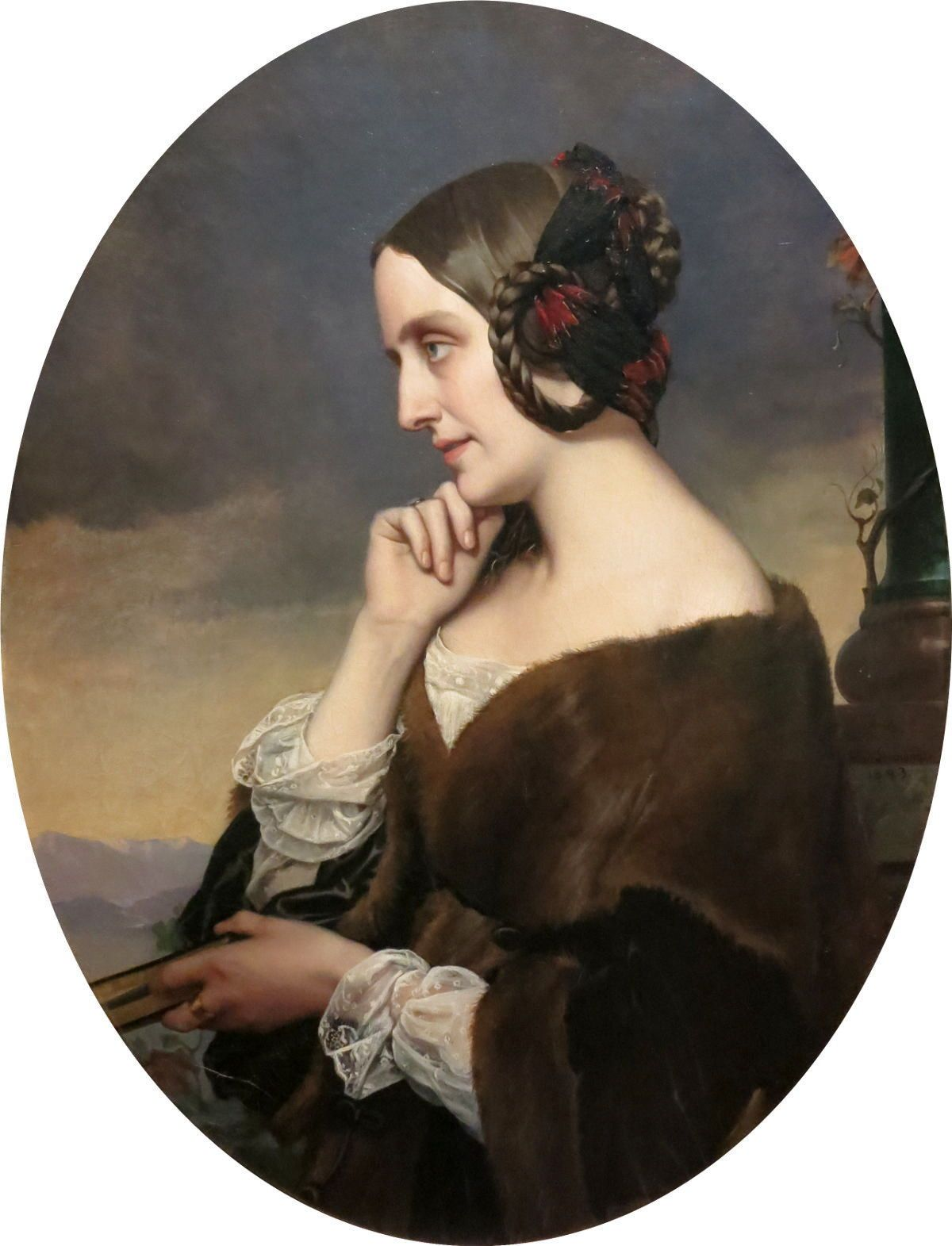
L'écrivaine Marie d'Agoult a inspiré le personnage de Béatrix. Portrait par Henri Lehmann (1843).

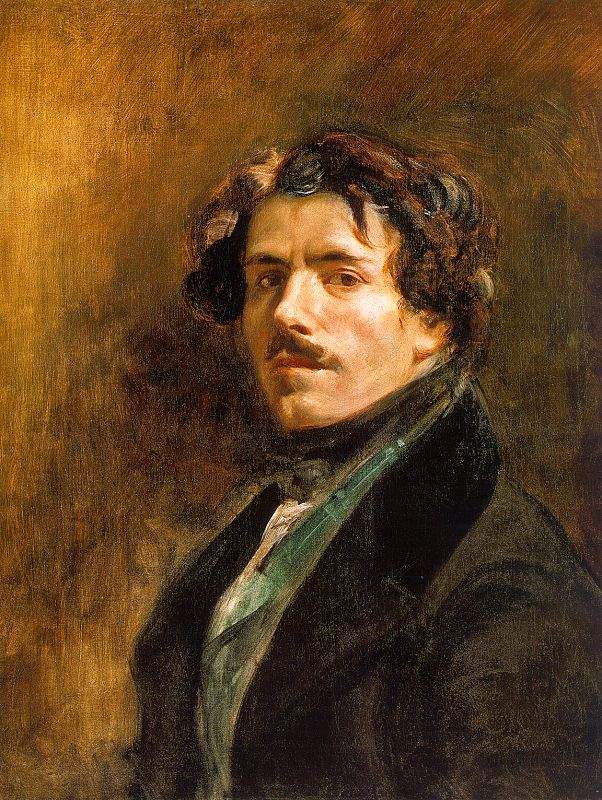
Autoportrait au gilet vert, Eugène Delacroix (1837).

Comme « peintre de son temps », Balzac a produit, avec La Comédie humaine, une galerie de portraits que l’on a beaucoup cherché à comparer avec les originaux. En effet, son entourage entier a servi de modèle à ses personnages et il s'est lui-même représenté dans de nombreux ouvrages. On le devine sous les traits de Félix de Vandenesse, et encore davantage dans le personnage de Louis Lambert, ainsi que dans celui d'Albert Savarus. Si, dans Illusions perdues, on peut reconnaître plusieurs de ses traits chez le jeune poète Lucien de Rubempré, qui ruine sa famille pour impressionner la haute société, le romancier se projette aussi dans le grand écrivain Daniel d'Arthez. Ce dernier, tout en ayant des traits du saint-simonien Philippe Buchez, représente son « moi idéalisé, joignant ce que lui-même désespère de joindre : génie et sagesse, création et longévité ». Les avatars de sa propre existence se retrouvent chez certains de ses personnages préférés : ceux qui arrivent de la province à Paris avec une ambition démesurée (Rastignac), habitent des demeures secrètes (La Fille aux yeux d'or), passent de la ruine à la richesse (Raphaël dans La Peau de chagrin), ou sont grevés de dettes, comme il le sera toute sa vie (Anastasie de Restaud dans Le Père Goriot).
La plupart de ses liaisons féminines sont également reconnaissables, de façon transposée. Le personnage de Dinah de La Baudraye dans La Muse du département est inspiré de Caroline Marbouty, qui s'était déguisée en « page » pour voyager avec lui en Italie ; vexée par la vision que l’écrivain donnait d’elle — une pâle imitation de George Sand —, Caroline a publié sous le pseudonyme de Claire Brunne un roman vengeur donnant un portrait peu flatteur de Balzac. Béatrix met en scène un épisode de la vie de Marie d'Agoult (le personnage de Béatrix de Rochefide), qui se mit à haïr Balzac après la parution du roman. Dans le même roman, Franz Liszt a servi de modèle au musicien Conti, amant de la marquise de Rochefide. Cette liaison entre Mme d'Agoult et Liszt avait été révélée à Balzac par une indiscrétion de George Sand.
Signe de l'importance qu'il accorde à l'économie, Balzac décrit avec précision les agissements des milieux d'affaires, de la spéculation et de la haute banque, un monde qu'il assimile, dans La Fille aux yeux d'or, au troisième cercle de l'enfer de la Divine Comédie. Certes, un banquier peut être honnête, tel le baron d'Aldrigger, qui finira ruiné, mais la plupart sont peu recommandables. Le rusé baron de Nucingen a donné son nom au roman La Maison Nucingen. Du Tillet, après avoir été victime de Nucingen, devient un des plus riches banquiers de Paris. Quant aux frères Keller, ils se répartissent les rôles, l'un, de l'amabilité charmante et l'autre, de l'homme dur qui annonce sèchement les refus. Balzac a pris ses modèles dans les milieux de la finance de l'époque, qu'il retrouvait dans les salons, notamment le baron de Rothschild, à qui il emprunte parfois de l'argent. Il connaissait aussi Georges Humann, ministre et financier, originaire d'Alsace comme Nucingen, ainsi que le banquier Beer Léon Fould, dont la richesse provenait de faillites frauduleuses à répétition et qui faisait partie du cercle très fermé de la haute banque, comprenant les huit banquiers les plus puissants de France.

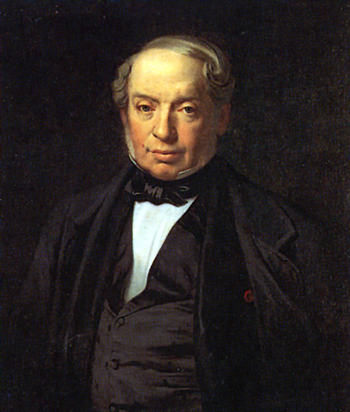
Le baron de Rothschild a prêté de l'argent à Balzac et lui a déconseillé des investissements malencontreux.

Balzac a emprunté son modèle du parfumeur Birotteau à d'illustres prédécesseurs comme Jean Marie Farina, mais il s'est aussi inspiré d'un fait divers de l'époque concernant un certain Bully. Quant à Rastignac, il présente bien des ressemblances avec Adolphe Thiers, mais « en plus petit ».
On a cru voir Lamartine dans le grand poète Canalis de Modeste Mignon, ou encore Victor Hugo dans le poète Nathan, qui apparaît dans de nombreux ouvrages : Illusions perdues, Béatrix, La Rabouilleuse, Splendeurs et misères des courtisanes, Modeste Mignon, La Peau de chagrin. Hugo est aussi peut-être dans La Cousine Bette, le couple Hulot pouvant être une transposition du ménage de Victor Hugo (Hector Hulot) et d’Adèle Foucher (Adeline Fischer).
Eugène Delacroix a inspiré le personnage de Joseph Bridau, le peintre débutant de La Rabouilleuse, sans doute à cause de la description physique du garçon, car Delacroix était petit et avait une grosse tête. Ce personnage de Bridau est même prénommé « Eugène » dans Entre savants. Mais le Bridau de La Rabouilleuse est aussi un reflet de Balzac, enfant mal aimé par sa mère, qui lui préférait son jeune frère Henry.
Même si ses personnages sont inventés, Balzac était toujours désireux de rencontrer des personnes célèbres pour nourrir de ses observations ses futurs portraits. Ainsi, la duchesse de Dino, chez qui se trouvait un jour le prince de Talleyrand, ayant reçu l'écrivain bien malgré elle, note avec humeur que ce dernier « nous a tous examinés et observés de la manière la plus minutieuse. M. de Talleyrand surtout ».
En dépit de ressemblances avec des personnes réelles, les personnages de Balzac sont composites et visent à mettre en scène des types. L'auteur réunit les éléments dans un ordre très personnel, et, s’il s'inspire de faits réels, comme dans César Birotteau, ou de faits divers dont il a été témoin, l’ensemble est toujours habilement reconstruit, de sorte que chaque figure devient un puzzle.

### Les doubles

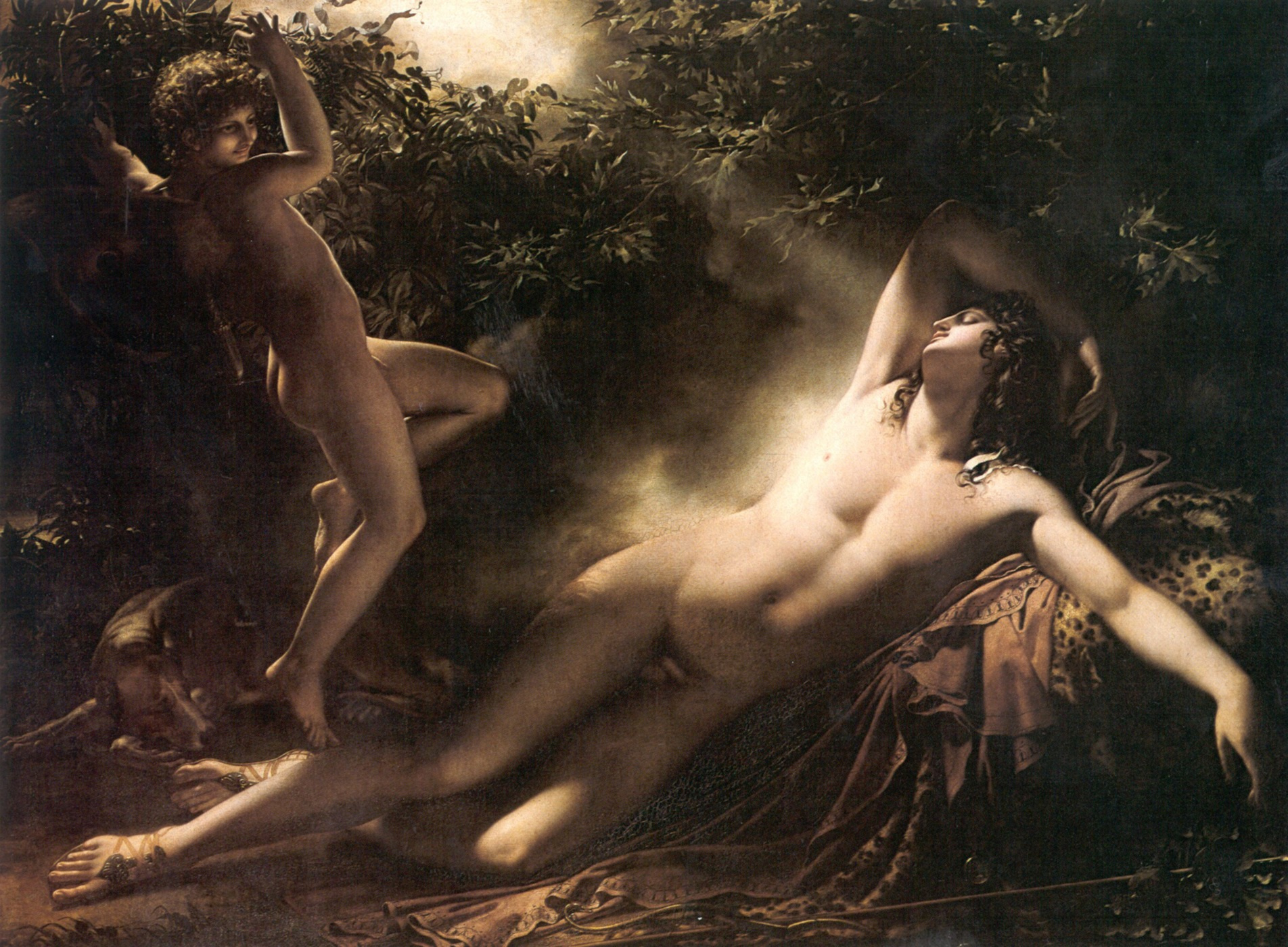
Dans Sarrasine, dont le récit se situe en 1758, le castrat Zambinella est reproduit dans une statue qui servira de modèle à lAdonis de Vien (1791) puis au Sommeil d'Endymion de Girodet (1793).

Les critiques notent la présence dans La Comédie humaine de nombreuses figures contradictoires et étroitement associées, Balzac créant à côté d'un personnage un autre qui lui ressemble sous certains aspects, tout en s'en écartant sous d'autres : Henri de Marsay et Maxime de Trailles, Rastignac et Rubempré, Philippe Bridau et Maxence Gillet, Frédéric de Nucingen et Ferdinand du Tillet, Esther Gobseck et Coralie, Mme de Bargeton et Mme de La Baudraye, Blondet et Lousteau.
Nombre des personnages principaux évoquent des aspects de l'auteur. Dans Séraphîta, Balzac est à la fois Minna et Wilfrid, l'une étant sa part féminine et l'autre sa part virile, tandis que les figures de Séraphîtus et Séraphîta incarnent « le rêve de ces deux êtres comblés et enfin réunis ». Balzac a théorisé cette union du féminin et du masculin en se référant explicitement aux écrits de Swedenborg, selon lequel l'idéal pour un homme est d'accéder à « l’état divin pendant lequel son âme est femme, et son corps est homme ». Ce mythe de l'androgyne se retrouve dans La Fille aux yeux d'or, où de Marsay représente la part dominatrice, séductrice et cynique de Balzac, tandis que Margarita est « sa part féminine, son aptitude à se laisser brûler par la passion ». Le couple formé par Louise et Renée, dans les Mémoires de deux jeunes mariées reflète la même dualité, l'une incarnant la passion et l'imagination, tandis que l'autre représente « la raison, le choix de la sagesse, de la durée, la domination du destin (et la compensation par l'imaginaire) ».
Quant à Lucien de Rubempré, il exprime tantôt un aspect de cette dualité, tantôt l'autre, se dédoublant selon les circonstances, son association avec Vautrin permettant une nouvelle union romanesque entre le corps de l'un et l'âme du second : « Lucien de Rubempré est sans doute l'image la plus précise que Balzac nous ait laissée de sa tentation féminine ; et il ne cesse de l'affronter à différentes figures où il incarnera sa virilité. »
Le féminin et le masculin peuvent aussi se combiner en s'abolissant de façon inquiétante et contagieuse dans la figure de l'hermaphrodite représentée dans Sarrasine, dont les deux personnages principaux, le sculpteur Sarrasine et la prima donna Zambinella, offrent une lecture en miroir de leurs initiales S et Z,.

## Grands thèmes

### L'argent

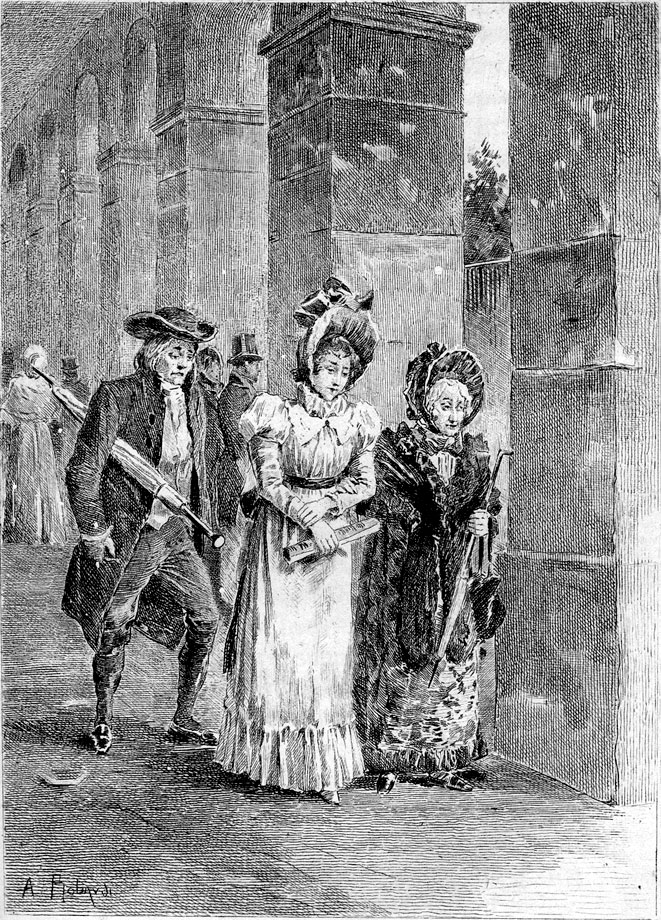
Dessin de couverture de La Maison Nucingen.

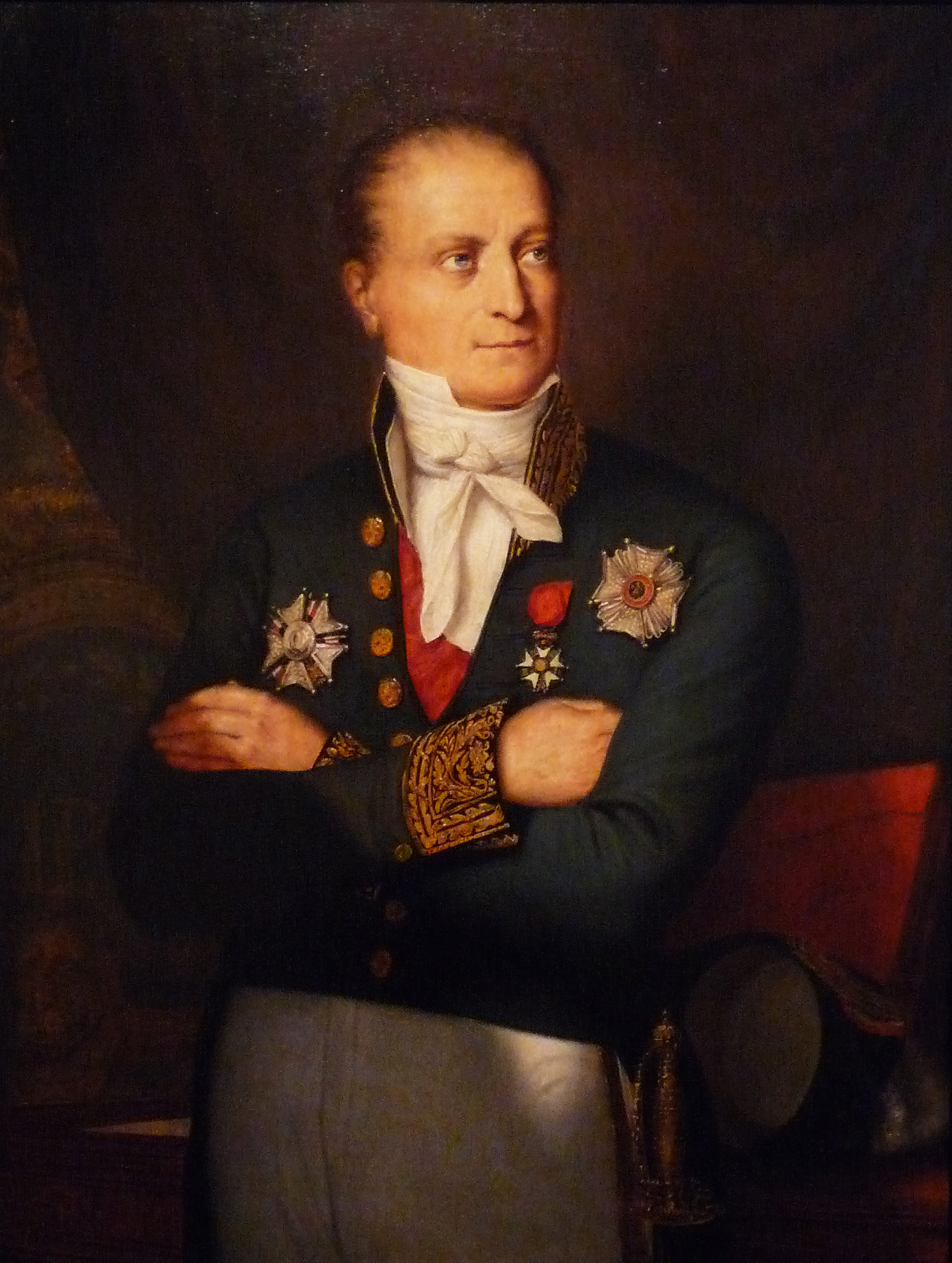
Portrait de Jean-Georges Humann (1780-1842) dont Balzac se serait inspiré pour construire le personnage du baron de Nucingen.

Quelques années avant Marx, Balzac a saisi l'importance de l'argent dans la société de son époque et il décrit en romancier ce que l'économiste disséquera dans Le Capital. Lui-même, sans cesse en butte à des problèmes d'argent, avait compris que l'argent est le grand ressort de la vie moderne : « Il compte la fortune de ses personnages, en explique l'origine, les accroissements et l'emploi, balance les recettes et les dépenses, et porte dans le roman les habitudes du budget. Il expose les spéculations, l'économie, les achats, les ventes, les contrats, les aventures du commerce, les inventions de l'industrie, les combinaisons de l'agiotage. »
L'argent sert d'unité de mesure romanesque pour chaque protagoniste, dont l'avoir connaît des fluctuations d'un roman à un autre. Chaque personnage important est présenté avec son revenu exact : le père Goriot arrive à la pension Vauquer avec huit à dix mille francs, sa fille Delphine a une dot de trente mille francs de rente, Rastignac a trois cent mille livres de rentes en fin de carrière, on connaît le montant des dettes de Diane de Maufrigneuse, etc. Il n'est pratiquement pas un récit qui ne fasse mention de l'avoir ou des rentes d'au moins un personnage.

Balzac décrit aussi avec une précision d'économiste les « manipulations » diverses que s'autorisent les banquiers de la haute banque, s'enrichissant de la ruine d'honnêtes commerçants, comme dans Histoire de la grandeur et de la décadence de César Birotteau, ou imaginant des escroqueries de grande envergure, comme dans La Maison Nucingen : 

« Nucingen laissa donc échapper devant du Tillet l’idée pyramidale et victorieuse de combiner une entreprise par actions en constituant un capital assez fort pour pouvoir servir de très-gros intérêts aux actionnaires pendant les premiers temps. Essayée pour la première fois, en un moment où des capitaux niais abondaient, cette combinaison devait produire une hausse sur les actions, et par conséquent un bénéfice pour le banquier qui les émettrait. »

En provoquant une ruée sur des actions vendues par une maison fictive, suivie d'une cessation de paiements, appelée au XIXe siècle liquidation, le « prince de la haute banque » qu'est Nucingen réalise un formidable bénéfice tout en entraînant la ruine des petits actionnaires. Mais cela se fait en sauvegardant les apparences : « Qui viendrait dire que la haute Banque est souvent un coupe-gorge commettrait la plus insigne calomnie. Si les Effets haussent et baissent, si les valeurs augmentent et se détériorent, ce flux et reflux est produit par un mouvement naturel, atmosphérique. » Il ne s'agit pas de pure fiction, car le banquier type décrit dans La Comédie humaine est un croisement de plusieurs figures de la finance de l'époque : Beer Léon Fould et Georges Humann.
Il n'existe qu'un seul épisode où l'honneur de la famille est rétabli malgré une faillite, et où la liquidation est évitée : dans Eugénie Grandet, Eugénie se charge de payer les dettes de son oncle Guillaume Grandet, en raison de son amour pour Charles Grandet — après que ce dernier a refusé d'honorer les créanciers, considérant que « les affaires de son père n'étaient pas les siennes ». Preuve de la rareté de cet acte, selon Balzac : « Le payement des intérêts fut pour le commerce parisien l'un des événements les plus étonnants de l'époque. »
Dans l'introduction de La Fille aux yeux d'or, Balzac présente le monde parisien sous cinq « physionomies » qui sont autant de sphères parcourues par le « mouvement ascensionnel de l'argent », cinq cercles de l'Enfer. C'est peut-être ce contraste entre misère et grandeur qui séduira Charles Dickens et Fédor Dostoievski, deux écrivains qui font, eux aussi, évoluer leurs personnages dans des villes-labyrinthes, du ruisseau aux palais.

### Les artistes de génie

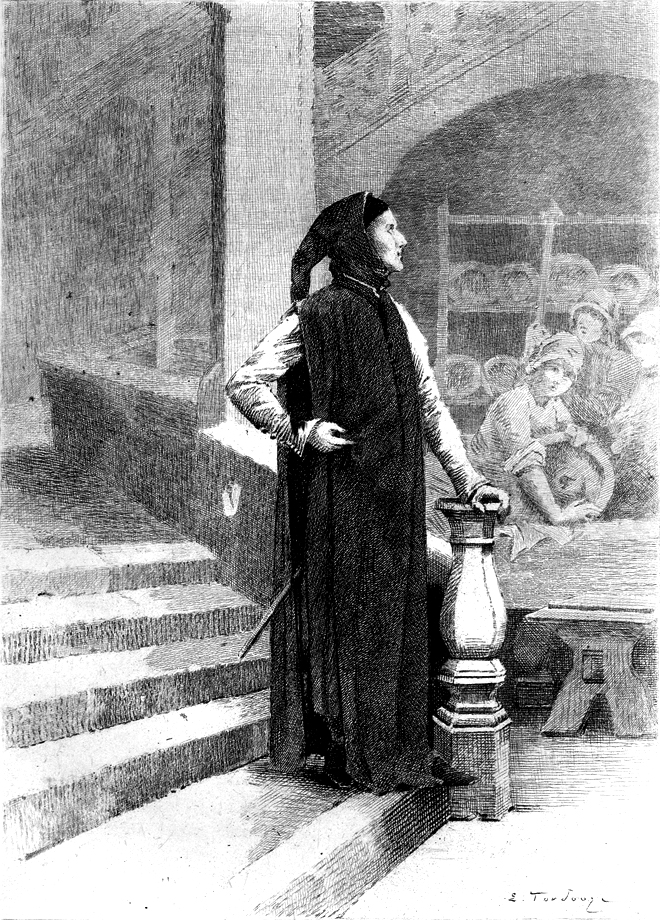
Dante dans la page couverture des Proscrits.

Balzac, « loin d'être l’inventeur à moitié conscient que l’on suppose, avait au contraire, sur les problèmes de la création esthétique, des vues aussi lucides que celles de Baudelaire ». Il aborde ces problèmes dans Les Études philosophiques, en donnant parfois une importance centrale dans l'intrigue à un art en particulier, allant jusqu'à le figurer dans la structure narrative ou les choix stylistiques.
La littérature et les figures d'écrivain occupent naturellement une place de choix. Dans Les Proscrits, qui fait partie du Livre Mystique, un personnage mystérieux — dont on découvre à la fin qu'il s'agit de Dante, le poète par excellence — évoque le propre rapport de Balzac à l'écriture : « En rentrant au logis, l’étranger s’enferma dans sa chambre, alluma sa lampe inspiratrice, et se confia au terrible démon du travail, en demandant des mots au silence, des idées à la nuit. »
Tout en reconnaissant que le roman doit plaire, Balzac refuse l'art gratuit et considère qu'il a pour mission de « faire penser ». L'artiste est un être à part, doué de facultés exceptionnelles grâce auxquelles il domine son temps : en raison de « sa double nature terrestre et spirituelle, il est l'intermédiaire entre le monde des apparences et celui des idées », ce qui le rend capable d'entrevoir « des vérités qui échappent aux autres hommes » et d'anticiper l'avenir ; il est donc voué à la solitude. Parmi les artistes, certains sont doués, mais sans les qualités morales nécessaires, tels Bixiou, Blondet, Lousteau ; d'autres sont dépourvus de volonté, tel Rubempré, ou sans don créateur, tel Claude Vignon. Victimes d'une ambition démesurée, certains génies confinent à la folie, tels le musicien Gambara et le peintre Frenhofer. Les génies types sont « des êtres formés par la misère, travailleurs, profondément cultivés, possédant l'amour de l'art et les qualités morales indispensables », tels Joseph Bridau et Daniel d'Arthez ainsi que Camille Maupin, la femme écrivain.
Balzac revient souvent sur les rapports entre la littérature et les autres arts. Estimant que la littérature est inférieure à la musique et à la peinture, il veut l'enrichir en transposant certaines de leurs techniques. Il vise ainsi à créer des pages musicales en prose. Massimilla Doni (1837-1839) greffe une intrigue amoureuse sur les rapports entre la voix et la musique, en s'attachant à un opéra de Rossini, dont le mouvement et les effets sur l'âme sont décrits de façon détaillée. Gambara (1837) explore le même thème de la musique, mais en une sorte de contrepoint, opposant « la lâcheté de style et les fioritures de Rossini » à la richesse de Beethoven, qui « a reculé les bornes de la musique instrumentale » et dont la rigueur de composition est comparée à celle des romans de Walter Scott, où « le personnage le plus en dehors de l’action vient, à un moment donné, par des fils tissus dans la trame de l’intrigue, se rattacher au dénoûment ».

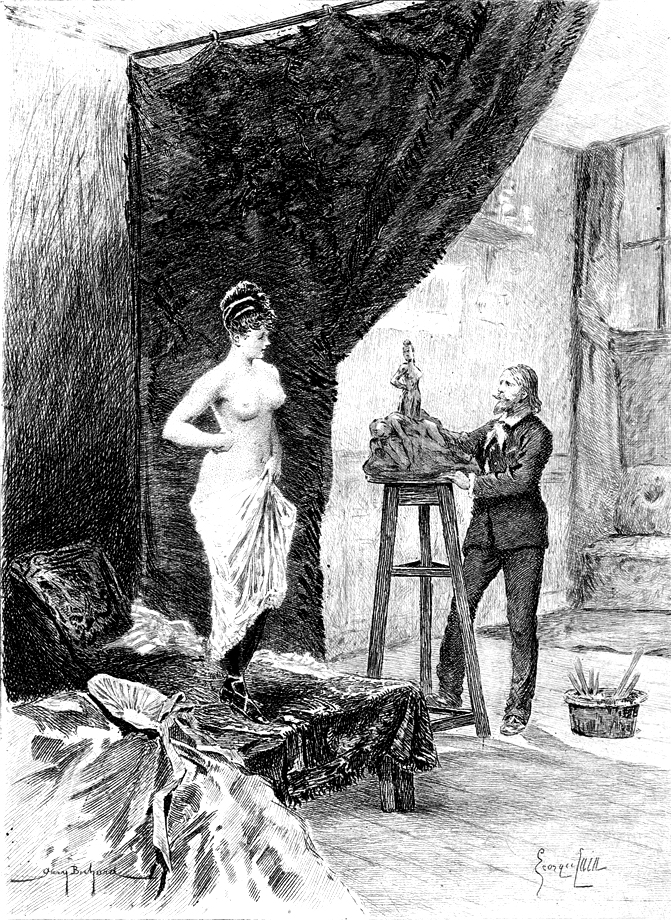
Le peintre Schinner. Couverture de La Bourse (illustration de Georges Cain).

Dans Sarrasine, dont le héros éponyme est un sculpteur, le récit est construit de façon à évoquer le mouvement de torsion d'une sculpture. La Fille aux yeux d'or joue sur les oppositions du rouge, de l'or et du blanc, afin de rivaliser par l'écriture avec le chromatisme des tableaux de Delacroix et d'approcher le secret du symbolisme des couleurs. Dans La Cousine Bette, Steinbock est une autre figure d'artiste, mais paresseux et velléitaire et qui n'est capable de créer que des petits objets.
Dans Le Chef-d'œuvre inconnu, Balzac explore les procédés de la peinture et se questionne sur la hantise de la perfection en art. Il met dans la bouche de Frenhofer — qui travaille à son chef-d'œuvre La Belle Noiseuse — des idées voisines de celles qu'émet Delacroix sur la théorie des reflets et conclut que « la reproduction matériellement exacte de la nature ne donne pas un équivalent des sensations produites par elle sur nos sens ». Évoquant les conventions sur lesquelles repose la peinture, qui sont très loin de la totalité des sensations que provoque la vue de la réalité, il anticipe le mouvement par lequel la peinture s'en délivrera et préfigure dans ce tableau l'avènement du cubisme. Picasso illustrera d'ailleurs une édition de luxe de cette nouvelle en 1931. Fasciné par Delacroix, qui l'estime au point de recopier des passages de ses romans, il crée en la personne de Joseph Bridau, peintre débutant dans La Rabouilleuse, comme « une hypostase de Delacroix ». Dans Pierre Grassou, il présente au contraire un artiste tragiquement frappé d'impuissance.
Alors que, dans ses premiers romans, il se fiait volontiers aux distinctions officielles et aux prix obtenus pour ses portraits de peintres — tel le peintre Schinner ou le sculpteur Sarrasine —, il abandonne progressivement son conformisme initial. Dans un de ses derniers romans, il affirme que « jamais aucun effort administratif ou scolaire ne remplacera les miracles du hasard auquel on doit les grands hommes » et il s'oppose au système des concours, estimant que les vrais génies sont des gens « peu soucieux des grands prix et poussés en pleine terre sous les rayons de ce soleil invisible, nommé la Vocation ».

### Les êtres exceptionnels

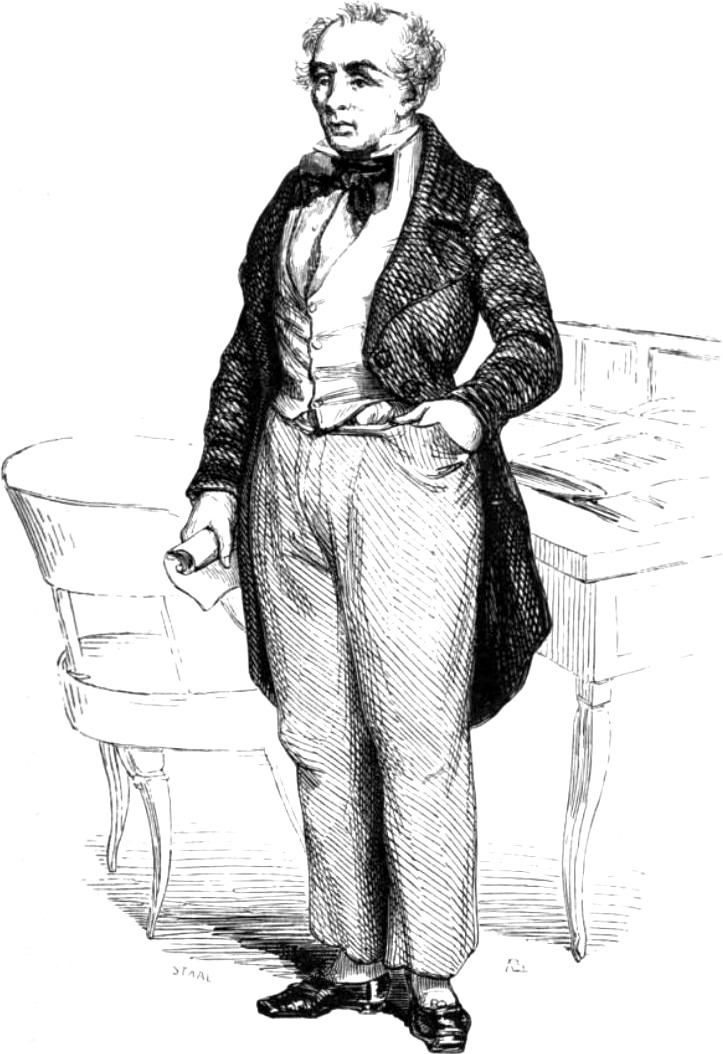
Jean-Jules Popinot, juge intègre, désintéressé et clairvoyant dans L'Interdiction.

À côté des génies artistiques, Balzac explore d'autres personnages que leur talent particulier met au-dessus de l'humanité ordinaire. Louis Lambert applique son génie philosophique à tenter de résoudre le mystère de l'existence, mais sombre dans la folie. Dans La Recherche de l'absolu, le chimiste Balthazar Claës se détruit dans la recherche passionnée du principe de la matière. Le héros du Médecin de campagne est un être d'une élévation morale hors du commun.
Certains personnages se signalent par leur intégrité, tel le commandant Hulot dans Les Chouans, par leur intelligence, tel le juge Popinot, ou par leur dévouement aux autres, tels le docteur Benassis dans Le Médecin de campagne, l'abbé Bonnet dans Le Curé de village et Mme de la Chanterie, qui organise une fondation de bienfaiteurs anonymes dans L'Envers de l'histoire contemporaine. Quant au docteur Bianchon, il soigne gratuitement les pauvres, tandis que l'avocat Derville est le type même de la probité. C'est grâce à l'honnêteté, à l'intelligence et au désintéressement de ces personnages, placés à des postes clés, que la société peut survivre selon Balzac.
D'autres personnages plus grands que nature se distinguent par leur volonté de puissance et leur capacité d'influer sur les événements et la société, tel Vautrin, le forçat évadé aux multiples incarnations : Jacques Collin, Carlos Herrera, M. de Saint-Estève, William Barker. Reliant Le Père Goriot à Illusions perdues et celui-ci à Splendeurs et misères des courtisanes, ce personnage peut être considéré comme une « espèce de colonne vertébrale » de La Comédie humaine. De bandit recherché, il se réincarnera finalement en chef de la Sûreté, tâche qu'il devrait accomplir avec brio, étant encadré par l'institution qu'il dirige.

### La justice et le droit
« Le secret des fortunes sans cause apparente est un crime oublié, parce qu’il a été proprement fait. »

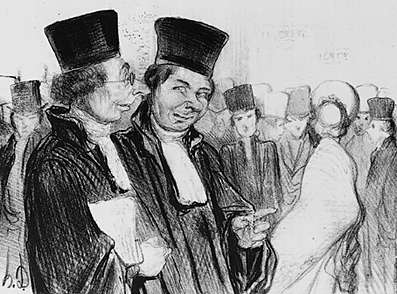
Avocats par Honoré Daumier.

La justice et le droit sont au cœur de nombre des romans de Balzac, dont ils constituent à la fois la trame, l'enjeu, l'instrument et la fin : ils en nouent et en dénouent l'intrigue. Grâce à sa formation juridique et à son expérience de travail chez un notaire, Balzac peut démonter les insuffisances du système législatif, toujours en retard sur les combines au moyen desquelles de grandes fortunes se créent au mépris de la justice : « Le secret des grandes fortunes sans cause apparente est un crime oublié. » La Comédie humaine peut donc être vue comme « une encyclopédie des mille et un moyens de s'enrichir au détriment d'autrui : falsification de testament (Ursule Mirouët), escroquerie au mariage (Le Contrat de mariage), faux et usage de faux (Le Cabinet des Antiques, Splendeurs et misères des courtisanes), prévarication (La Cousine Bette), cambriolage et détournement de succession (Le Cousin Pons), détournement de fonds (Madame Firmiani), tromperie sur la marchandise (Les Petits Bourgeois), ou en matière d'opérations de bourse (La Maison Nucingen), usurpation de propriété (Le Colonel Chabert) ».
Balzac montre la difficulté de lutter contre les procédures collectives frauduleuses et rédige, avec l'expertise d'un avocat véreux, des clauses de contrat qui permettront de dépouiller l'abbé Birotteau de son mobilier ou de faire main basse sur les tableaux de Sylvain Pons. Dans César Birotteau, il fait une analyse implacable de la loi française de 1807 sur les faillites, qui ne faisait pas la distinction entre débiteur malheureux et débiteur malhonnête et qui sera d'ailleurs réformée un an après la parution du roman. Il dénonce dans Pierrette les dysfonctionnements de la justice criminelle et met en scène la comédie du procès pénal dans Une ténébreuse affaire. De toute évidence, il ne croit pas à la capacité des lois de moraliser la société, car la loi la mieux intentionnée ne manque pas de susciter des effets pervers et d'aiguiser les « fourberies de l'esprit ».
Malgré cela, il ne fait pas de doute pour lui que le droit est d'une importance capitale, car une société ne peut reposer que sur le principe de la justice. Heureusement, la justice est servie par certains personnages hors normes, tel le juge Popinot, qui allie à une pénétration exceptionnelle et à un sens remarquable de la justice une intégrité à toute épreuve, refusant, dans L'Interdiction, de se laisser corrompre par Mme d'Espard, ce qui lui vaudra d'être presque destitué. La justice n'avait toutefois pas dit son dernier mot, car le lecteur apprendra dans un autre roman que le juge Popinot est toujours en place et que Mme d'Espard a perdu son procès.
Le romancier milite aussi pour les droits de l'écrivain et le respect de la propriété intellectuelle, d'abord par une « Lettre adressée aux écrivains français du XIXe siècle », puis par un Code littéraire rédigé en 1840, comprenant 50 articles répartis en six sections, qui servira de législation aux écrivains affiliés à la Société des gens de lettres, engagés dans un contrat d'édition (voir Fondation de la Société des gens de lettres).

### Les militaires
Malgré des opinions pas toujours favorables au régime impérial, Balzac a souvent exprimé son intérêt et même sa fascination pour les batailles napoléoniennes. Il est assez prolixe sur le sujet et aborde souvent le thème du difficile, voire impossible retour à la vie civile des soldats de l'Empire. Il avait projeté une vingtaine d'ouvrages pour constituer les Scènes de la vie militaire mais il n'en réalisa que deux : Les Chouans sur les guerres de Vendée et Une passion dans le désert, curieuse nouvelle mettant en scène un soldat de l'armée d’Égypte. Il utilisa cependant dans nombre de ses romans le matériau rassemblé à cette fin. Signe du prestige des unités d'élite de l'armée napoléonienne, c'est le plus souvent à la Garde impériale qu'il se réfère et à ses anciens colonels.
La Comédie Humaine fait une place notable aux dragons de la Garde impériale :
- le personnage emblématique qu'est le colonel Chabert, laissé pour mort à la bataille d'Eylau, dit à son retour romanesque : « Donnez-moi le grade de général auquel j'ai droit, car j'ai passé colonel dans la garde impériale, la veille de la bataille d'Eylau. » (Le Colonel Chabert, III, p. 340.) On peut raisonnablement induire que Chabert servait dans les dragons de la Garde en suivant les propos de Bridau adressés à Giroudeau, ancien lieutenant-colonel des dragons : « Que fais-tu là, toi qui as été de la charge du pauvre colonel Chabert à Eylau ? » (La Rabouilleuse, p. 45.) ;
- le « vieux Giroudeau, capitaine aux dragons, parti simple cavalier à l’armée de Sambre-et-Meuse, cinq ans maître d’armes au premier hussards, armée d’Italie ! […] un vieux capitaine des dragons de la Garde Impériale, retraité chef de bataillon, entré dans toutes les capitales de l’Europe avec Napoléon […]. » (Illusions perdues, p. 205-206.) ;
- l'ancien lieutenant-colonel des dragons de la Garde Philippe Bridau, « un brave qui avait porté les ordres de Napoléon dans deux batailles », « ce grand frère qu’il avait vu dans le bel uniforme vert et or des Dragons de la Garde, commandant son escadron au Champ-de-Mai ! » « Le 20 mars éclata, le capitaine Bridau, qui rejoignit l’Empereur à Lyon et l’accompagna aux Tuileries, fut nommé chef d’escadron aux Dragons de la Garde. Après la bataille de Waterloo, à laquelle il fut blessé, mais légèrement, et où il gagna la croix d’officier de la Légion d’Honneur, il se trouva près du maréchal Davoust à Saint-Denis et ne fit point partie de l’armée de la Loire. » (page 87.) Demi-solde : « Elle le revit en 1816, tombé de neuf mille francs environ d’appointements que recevait un commandant des Dragons de la Garde Impériale à une demi-solde de trois cents francs par mois », il aura un destin romanesque : bonapartiste refusant de se rallier aux Bourbons, déchéance, trafics, complots, retour en fortune et mort au combat lors de la conquête de l'Algérie[168].

Outre les dragons, il y a les grenadiers de la Garde impériale :
- le maréchal Hulot : officier républicain dans Les Chouans, il devient « le célèbre général Hulot, colonel des grenadiers de la Garde impériale, que l'Empereur avait créé comte de Forzheim, après la campagne de 1809[169] ». Il est également décrit comme « le lieutenant général Hulot, le vénérable commandant des grenadiers à pied de la Garde impériale, à qui l'on devait donner le bâton de maréchal pour ses derniers jours[170] » ou « le portrait de Hulot, peint par Robert Lefebvre en 1810, dans l'uniforme de commissaire ordonnateur de la Garde impériale[171] » ;
- le commandant Genestas : il a servi en Égypte, à Austerlitz, à Ulm (régiment de Murat) et à Waterloo comme chef d'escadron dans les grenadiers de la garde. Il parle à l'Empereur lors des adieux de Rochefort avant le départ de Napoléon pour Sainte-Hélène (Le Médecin de campagne) ;
- le comte Mignon de la Bastie, le père de Pauline dans La Peau de chagrin, chef d'escadron dans les grenadiers à cheval de la Garde impériale : « Au passage de la Bérésina, il avait été fait prisonnier par les Cosaques ; plus tard, quand Napoléon proposa de l'échanger, les autorités russes le firent vainement chercher en Sibérie ; au dire des autres prisonniers, il s'était échappé avec le projet d'aller aux Indes[172] » ; il y fera d'ailleurs fortune. Il est également le père de Modeste Mignon de La Bastie, figure centrale de Modeste Mignon ;
- Max Gilet : engagé à 17 ans en 1806, il sert en Espagne et au Portugal, est prisonnier de 1810 à 1814 et il rallie Napoléon à son retour, devenant capitaine des grenadiers de la Garde à Waterloo, ce qui est équivalent au grade de commandant. Demi-solde, démissionnaire, il devient le mauvais garçon d'Issoudun (« Grand Maître de l'Ordre de la Désœuvrance »), tué en duel par Bridau[173].

Enfin, il y a les cuirassiers de la Garde impériale :
- le comte de Montcornet : colonel de la Garde impériale, bel homme avec « cette haute taille exigée pour les cuirassiers de la Garde impériale dont le bel uniforme rehaussait encore sa prestance, encore jeune malgré l'embonpoint qu'il devait à l'équitation », « Montcornet a commandé les cuirassiers au combat d'Essling[174] ». Rallié aux Bourbons en 1814, puis à Napoléon lors des Cent Jours, il réintègre l'armée en 1836 et finit maréchal[175] ;
- Michaud, « un ancien maréchal-des-logis-chef aux cuirassiers de la Garde, un homme de ceux que les troupiers appellent soldatesquement des durs à cuire », sous-officier de la Jeune Garde — devient un des gardes de la propriété du comte de Montcornet et sera assassiné par les ennemis du comte[176].

L’œuvre présente encore de nombreux personnages au parcours militaire plus indéterminé ou qui ne sont parfois que des silhouettes comme :
- le général de Montriveau, artilleur puis cavalier, retraite de Russie, chef d'escadron blessé à Waterloo (colonel de la Garde, il a le grade de général) — fêté dans les salons après son expédition et son évasion en Égypte, réintégré dans l'armée avec son grade (La Duchesse de Langeais) ;
- Victor d'Aiglemont, colonel de cavalerie, officier d'ordonnance de l'Empereur. Rallié aux Bourbons, il est fait général (La Duchesse de Langeais) ;
- Castagnier, ancien chef d'escadron de dragons, caissier malhonnête du baron Nucingen (Melmoth réconcilié) ;
- Mitouflet : « Au Soleil d'or, auberge tenue par Mitouflet, un ancien grenadier de la Garde impériale, qui avait épousé une riche vigneronne » (L'Illustre Gaudissart) ;
- le colonel Bixiou (21e de ligne), père du caricaturiste Jean-Jacques Bixiou, il a été à la bataille de Dresde en 1813 (La Rabouilleuse) ;
- les vétérans Gondrin et surtout Goguelat, connu pour son portrait du Napoléon du peuple dans Le Médecin de campagne ;
- Granson, lieutenant-colonel d'artillerie, tué à Iéna (La Vieille Fille) ;
- Gravier, payeur-général des armées, devient notaire par la suite (Les Paysans) ;
- Montefiore, capitaine, italien, servant dans les armées impériales en Espagne, assassiné en 1826 (Les Marana) ;
- le général baron Gouraud, « ce noble débris de nos glorieuses armées » (Pierrette, sous-ensemble Les Célibataires).

## Géographie des romans
Balzac ne choisissait pas au hasard les lieux de ses intrigues. En historien des mœurs, il veut couvrir le réel dans sa totalité, en accordant beaucoup de soin à la précision topographique : « J’ai tâché de donner une idée des différentes contrées de notre beau pays. Mon ouvrage a sa géographie comme il a sa généalogie et ses familles, ses lieux et ses choses, ses personnes et ses faits. » Adepte des théories de Cuvier et de Geoffroy Saint-Hilaire, il est convaincu que les individus sont profondément modelés par le « milieu » où ils évoluent et il est le premier à dégager ce terme de son emploi biologique et à l'utiliser pour désigner une catégorie sociale.

### Paris

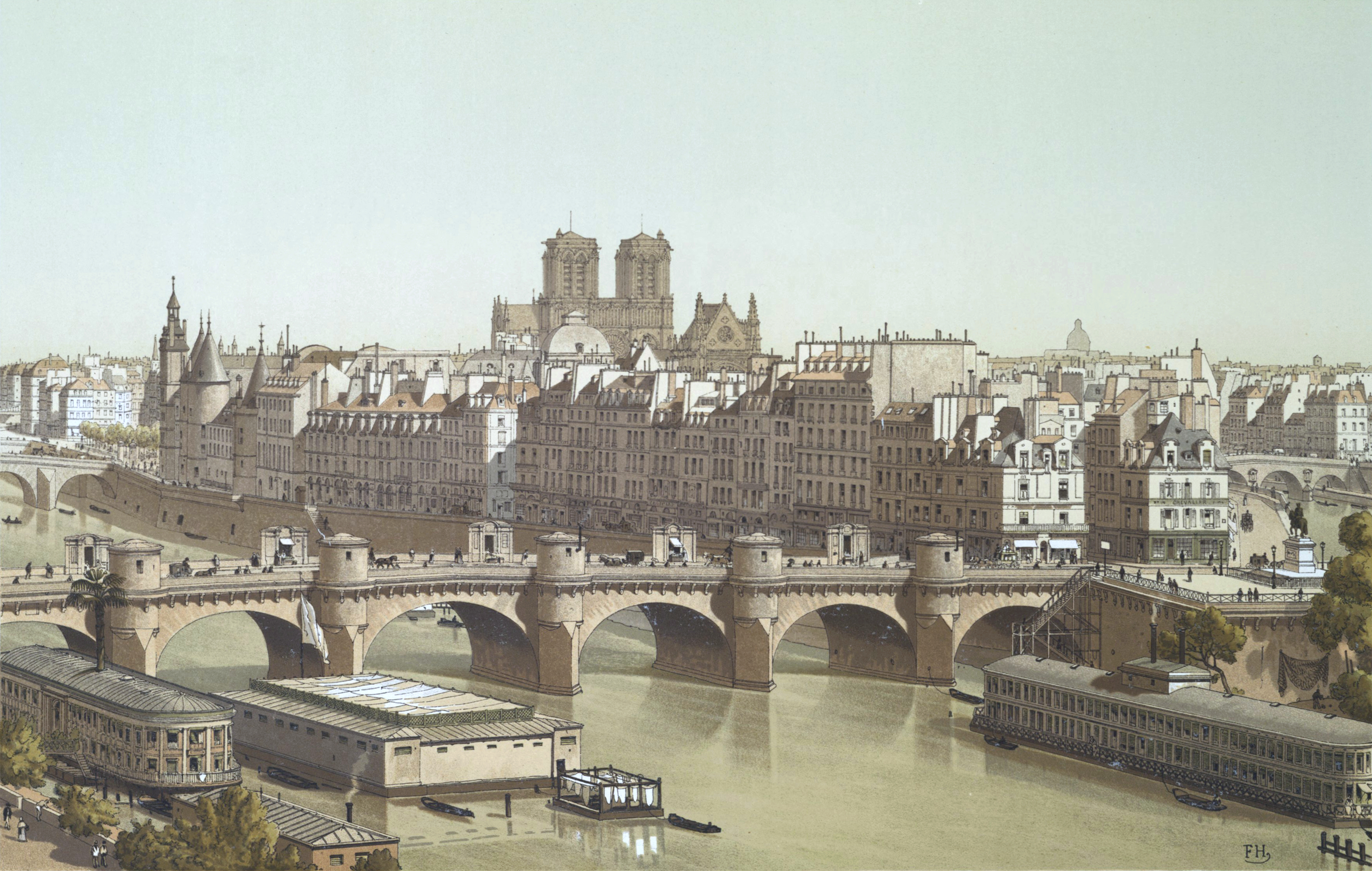
Paris. L'île de la Cité et le pont Neuf en 1840.

Paris est le lieu essentiel de la géographie balzacienne. C'est là que se situent les intrigues de César Birotteau, La Maison du chat-qui-pelote, La Peau de chagrin, Un épisode sous la Terreur et La Messe de l'athée. Parfois, ce sont des quartiers bien précis qui sont le théâtre de l'action, tels le pont Neuf (L'Envers de l'histoire contemporaine), le Palais-Royal (Gambara), la bibliothèque Sainte-Geneviève et le Quartier latin (Illusions perdues), l'avenue de l'Opéra (Illusions perdues), le boulevard Montmartre (Les Comédiens sans le savoir), la Conciergerie (Vautrin), le cimetière du Père-Lachaise (Le Père Goriot, Ferragus), la rue de Lesdiguières, où il a commencé sa carrière d'écrivain (Facino Cane), la cathédrale Notre-Dame (Les Proscrits), Sceaux (Le Bal de Sceaux). C'est l'endroit où les héros reviennent sans cesse, comme dans La Muse du département, La Rabouilleuse, Béatrix.
Paris, qui façonne n'importe quel protagoniste arrivant de sa province, tels Lucien de Rubempré ou Rastignac, est un personnage presque autonome, qui vit, qui respire, qui agit : « Il est dans Paris certaines rues déshonorées autant que peuvent l'être un homme coupable d'infamies ; puis il existe des rues nobles, puis des rues simplement honnêtes, puis de jeunes rues sur la moralité desquelles le public ne s'est pas encore formé d'opinion, puis des rues assassines, des rues plus vieilles que de vieilles douairières ne sont vieilles. »
Il en va de même pour la muse du département, Dinah de La Baudraye, qui se mourait d'ennui à Sancerre et qui, après quelques mois à Paris, « connaissait les répertoires de tous les théâtres, leurs acteurs, les journaux et les plaisanteries du moment ; elle s’était accoutumée à cette vie de continuelles émotions, à ce courant rapide où tout s’oublie. Elle ne tendait plus le cou, ne mettait plus le nez en l’air, comme une statue de l’Étonnement, à propos des continuelles surprises que Paris offre aux étrangers. Elle savait respirer l’air de ce milieu spirituel, animé, fécond, où les gens d’esprit se sentent dans leur élément et qu’ils ne peuvent plus quitter ».
Cette cité labyrinthique où l'on passe des salons dorés du faubourg Saint-Germain (Splendeurs et misères des courtisanes) aux rues boueuses (La Cousine Bette) a quelque chose d'étrange et terrifiant : « Il y a deux Paris : celui des salons, des atmosphères suaves, des tissus soyeux, des quartiers élégants, et celui plus infernal, des orgies, des ruelles sombres (Ferragus), des mansardes misérables. » Paris est un tourbillon où l'on va des salles de jeux où se ruinent les aristocrates (Raphaël de Valentin) aux lieux de rendez-vous élégants sur les grands boulevards comme le Café Tortoni ou Le Rocher de Cancale, un restaurant que Balzac lui-même fréquentait, et surtout l'opéra Le Peletier et les Italiens.
Balzac fait ses délices du vieux Paris et prend plaisir à peindre pour les générations futures des quartiers qui avaient déjà disparu au moment où il écrivait : « À cette époque, les Galeries de Bois constituaient une des curiosités parisiennes les plus illustres. Il n’est pas inutile de peindre ce bazar ignoble ; car, pendant trente-six ans, il a joué dans la vie parisienne un si grand rôle, qu’il est peu d’hommes âgés de quarante ans à qui cette description, incroyable pour les jeunes gens, ne fasse encore plaisir. »

### La province

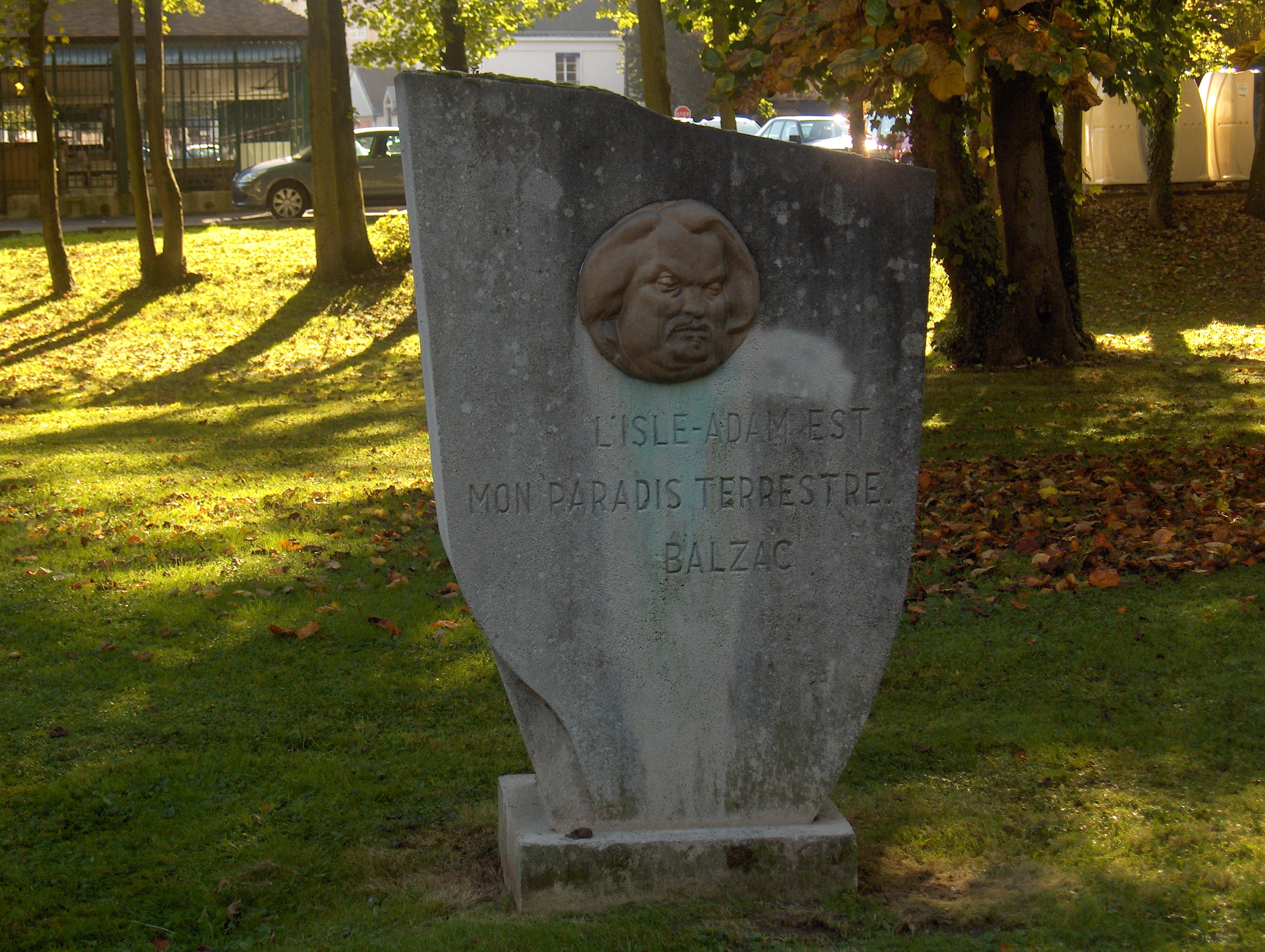
Monument à Honoré de Balzac à L'Isle-Adam où l'auteur a écrit la Physiologie du mariage.

La province, souvent posée en contrepoint de Paris, conformément à une tradition littéraire bien établie, occupe une place importante dans la géographie de La Comédie humaine. La vision en est le plus souvent négative. Selon le romancier, on y mène une « vie béotienne », car la province « se moque des nouveautés, ne lit rien et veut tout ignorer : science, littérature, inventions industrielles. » En somme : 

« Qui de nos jours est soucieux d’aller s’enterrer en des Arrondissements où le bien à faire est sans éclat ? Si, par hasard, on y case des ambitieux étrangers au pays, ils sont bientôt gagnés par la force d’inertie, et se mettent au diapason de cette atroce vie de province. »

Paradoxalement, la province acquiert ainsi un statut littéraire qui lui était refusé jusqu'alors : « La province balzacienne est un lieu initiatique. Dans La Comédie humaine, la provincialité ne constitue plus une tare, mais une sorte de privilège, du seul fait de sa mise en roman. » Balzac emmène son lecteur dans un espace à découvrir, « il fut le premier à parler de Fougères, d'Angoulême ou d'Issoudun avec autant de sérieux que s'il entreprenait les fouilles de Babylone ». La Touraine et les pays de la Loire occupent une place de choix. La ville de Tours est présente notamment dans Le Curé de Tours, La Grenadière et Maître Cornélius ; Angoulême dans Illusions perdues ; Saché dans Le Lys dans la vallée ; Blois dans Sur Catherine de Médicis ; Fougères dans Les Chouans ; Saumur dans Eugénie Grandet ; Douai dans La Recherche de l'absolu ; Alençon dans La Vieille Fille ; Guérande dans Béatrix ; Issoudun dans La Rabouilleuse ; Le Havre dans Modeste Mignon ; Nemours dans Ursule Mirouët ; Bordeaux dans Le Contrat de mariage ; Troyes dans Une ténébreuse affaire ; Sancerre dans La Muse du département ; Vendôme dans Louis Lambert et La Grande Bretèche ; Arcis-sur-Aube dans Une ténébreuse affaire et Le Député d'Arcis ; L'Isle-Adam dans Un début dans la vie.
Balzac se rendait souvent sur place pour bien observer le cadre où il placerait ses romans. Il choisissait ce cadre en fonction des accords symboliques et souterrains que celui-ci était susceptible d'entretenir avec le thème du récit. Ainsi, Besançon aurait été retenue pour Albert Savarus parce que la figure légendaire de Jean de Watteville y est rattachée, ce qui permet au romancier de lui donner pour descendance fictive un petit-neveu dont la mollesse traduit la décadence irrémédiable de la noblesse et de l'autorité paternelle. Balzac avait aussi recours à des sources et compléments d'informations lorsqu'il estimait ne pas connaître assez un lieu. Ainsi, Marceline Desbordes-Valmore (originaire de Douai) lui apporta des éléments pour compléter son tableau de la ville et de la vie d'une famille bourgeoise dans La Recherche de l'absolu. Ce souci du détail ne l'empêchait cependant pas de remodeler occasionnellement la topographie d'une ville afin de la faire mieux cadrer avec la trame romanesque. Ainsi, à Limoges, où se passe Le Curé de village, « il fallait absolument que le fleuve, frontière symbolique entre le monde de la Loi et celui de l'Amour, puisse être traversé, comme à Tours ou à Vendôme ».
Parfois, ce sont des régions qui servent de cadre à un récit, telles la Bourgogne dans Les Paysans et la Normandie dans La Femme abandonnée. Toutefois, ici aussi, Balzac ne se limite pas à une description réaliste de « choses vues », mais peut recréer un paysage avec des éléments de lieux rajoutés les uns aux autres comme dans un tableau impressionniste : la Bourgogne décrite dans Les Paysans ressemble fort à une campagne peu éloignée du Paris de son époque, avec laquelle d'ailleurs les personnages font sans cesse l'aller-retour.

### Autres lieux
Hors de France, le pays de prédilection est l'Italie, qui a beaucoup inspiré Balzac, notamment Venise (Massimilla Doni), Rome (Sarrasine) et Ferrare (L'Élixir de longue vie). Dans le nord, Ostende est le lieu où se passe Jésus-Christ en Flandre.
Balzac s'est aussi intéressé aux champs de bataille napoléoniens : la bataille d'Eylau dans Le Colonel Chabert et la bataille d'Essling à laquelle participe le comte de Montcornet. La bataille de la Bérézina apparaît dans Adieu ; elle est aussi évoquée dans Autre étude de femme, ainsi que dans La Peau de chagrin et Le Médecin de campagne, où le commandant Genestas décrit la débandade de l'armée lors de la retraite de Russie. En octobre 1843, de retour d'une visite à Mme Hańska, il fait un crochet par Dresde afin de prendre des notes en vue d'une description de la bataille qui s'y est déroulée.

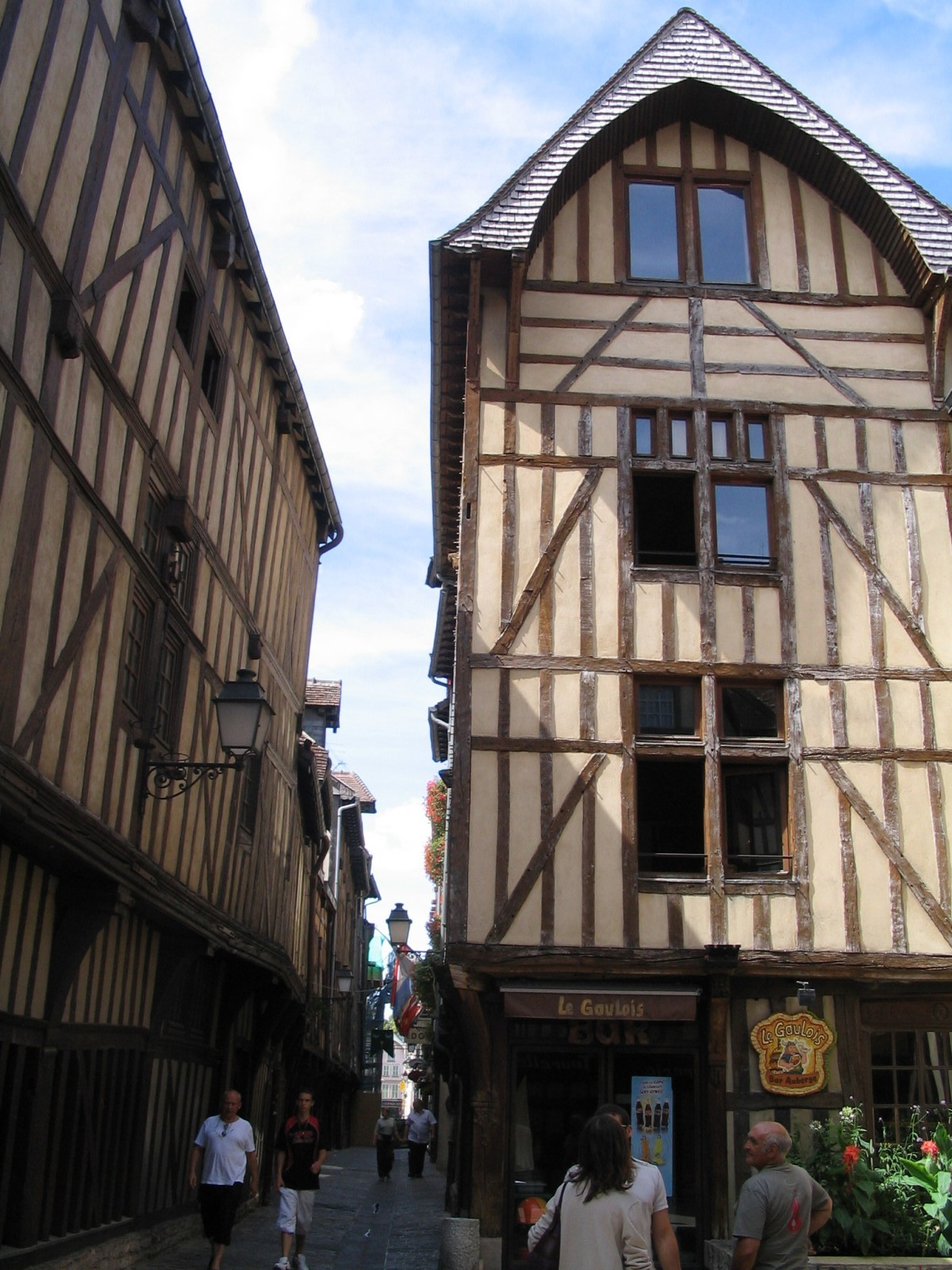
Troyes (Une ténébreuse affaire).
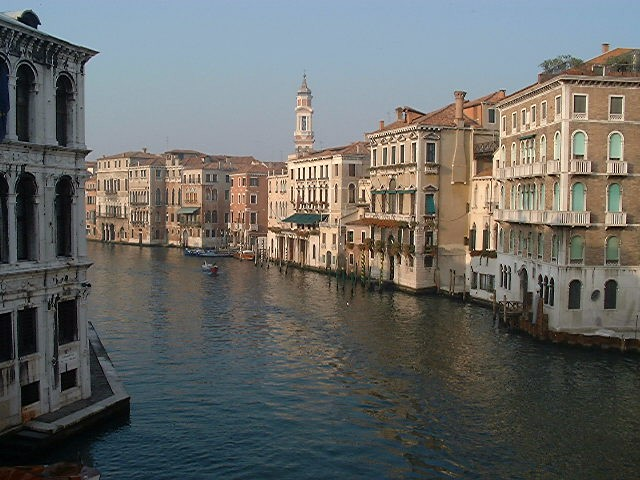
Venise (Massimilla Doni).
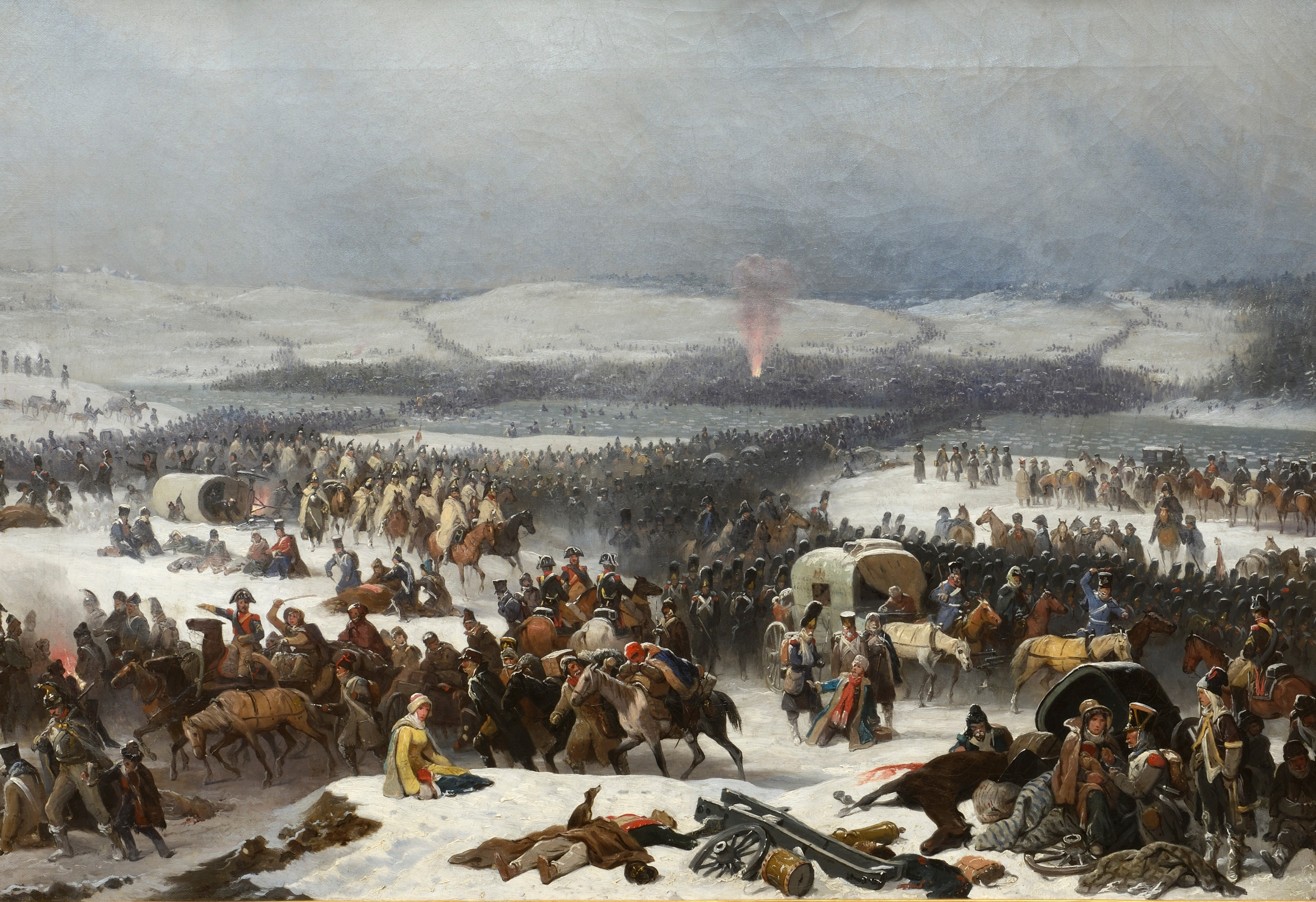
La bataille de la Bérézina (Adieu, Autre étude de femme).

## Le style

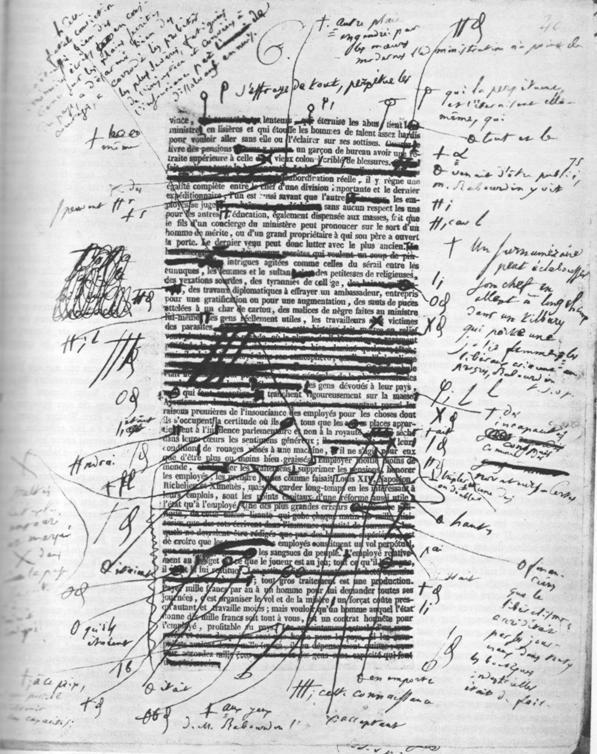
Épreuve des Employés (p. 145) corrigée de la main de Balzac.

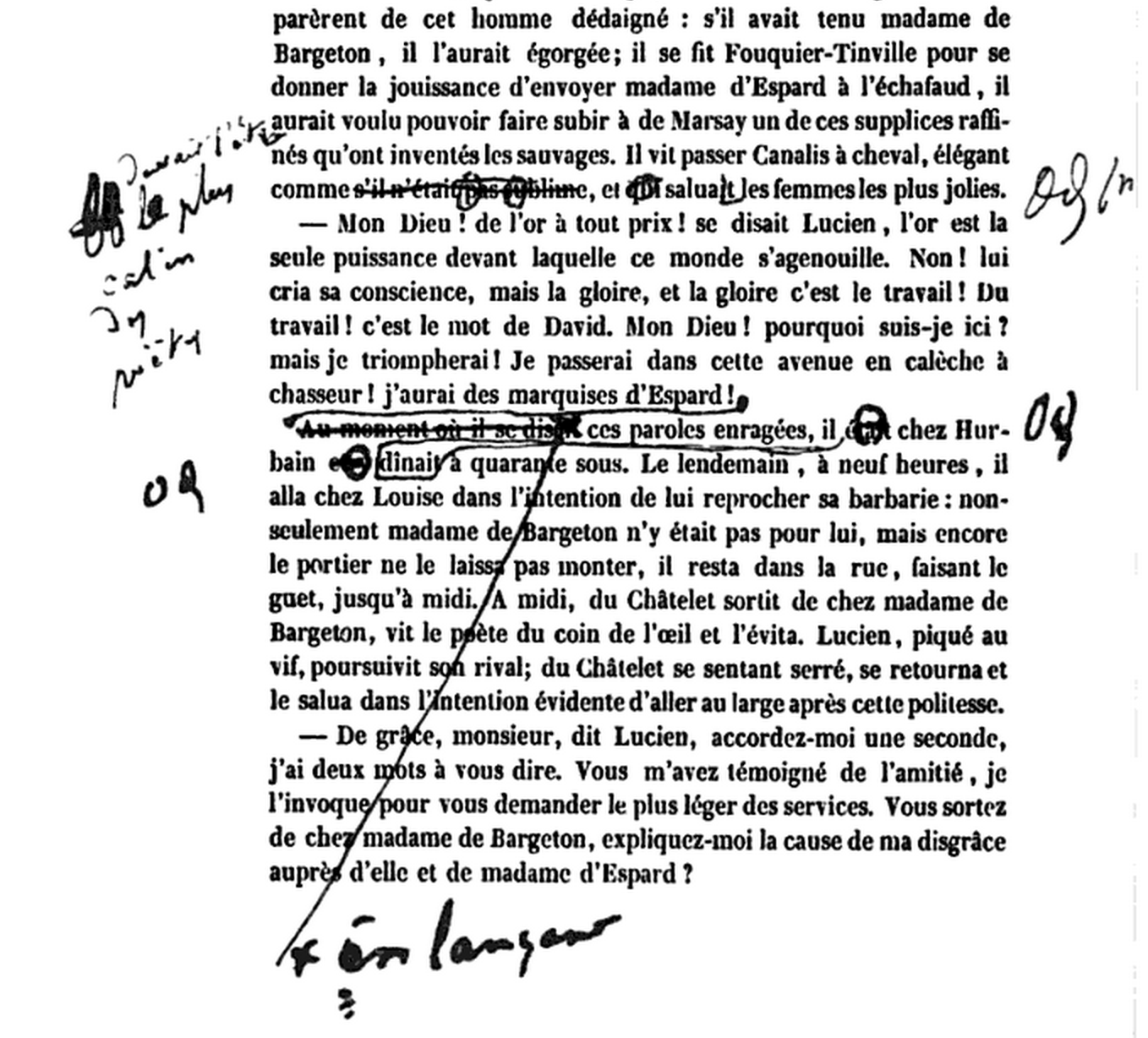
Page de livre corrigée par Balzac. Même quand un roman était publié, il y faisait encore des corrections en vue de l'édition suivante.

Le style de Balzac a été souvent critiqué. Dans ses premiers écrits et ses premières lettres, on peut en effet relever nombre de métaphores inadéquates, de tournures ampoulées et de fautes de goût. Le jeune écrivain n'avait pas une aisance naturelle de grand prosateur. Formé à l'école du journalisme et de la littérature marchande, il a pris des habitudes dont il ne se débarrassera que difficilement. Ce n'est qu'à force de travail et d'innombrables corrections que son style commencera à s'élever. Une fois reconnu comme écrivain, il corrige inlassablement les épreuves de ses romans, exigeant qu'elles soient parfois reprises jusqu'à quinze ou seize fois et retournant à l'imprimeur des pages tellement barbouillées de corrections qu'elles faisaient le désespoir des typographes, qui refusaient de faire plus d'une « heure de Balzac » par jour. Il corrige encore son texte quand il est imprimé, comme on peut le voir dans la page reproduite ci-contre. Même en 1842, quand il s'agit de réunir en publication ses œuvres complètes, il effectue encore un grand nombre de corrections sur épreuves.
Son œuvre offre très tôt « de remarquables pastiches des grands écrivains », tels Rabelais, qu'il imite dans Les Cent Contes drolatiques, Chateaubriand, Diderot ou Voltaire. Arrivé à la maturité, il connaît toutes les ressources de la prose et du style et sème son discours d'aphorismes dignes de La Rochefoucauld ou de Chamfort. Il se révèle « un des plus prodigieux pasticheurs de la littérature française ». Quand il est porté par son sujet, il dénote un grand art pour imiter une voix et un style particuliers. Ainsi, il n'hésite pas à pasticher nommément Sainte-Beuve, qui ne l'aimait pas, dans Un prince de la bohème. Maîtrisant l'art du mélange des voix dans le récit, il sait faire entendre le ton propre à des personnages de divers milieux. Il reproduit occasionnellement les particularités dialectales, tels le patois de Schmucke ou de Nucingen, ou des expressions argotiques, mais il s'agit là de « tentatives superficielles et intermittentes » et « les voix du dialogue s'effacent devant la grande voix du récit […] du narrateur omniscient ».
La puissance de son style se manifeste aussi, comme le note Albert Béguin, dans « les innombrables analogies cachées, dont le réseau, courant sous le drame et l'intrigue, forme la véritable trame de chacun de ses romans ». Proust, qui ne trouve pas le style balzacien suffisamment homogène, y voit cependant de nombreux morceaux admirablement écrits et des métaphores d'une grande puissance. Tout en relevant nombre de tournures pédantes, d'obscurités ou d'exagérations qui éloignent cette prose du style classique, Taine reconnaît l'attrait de ce « chaos gigantesque » et y voit la marque puissante du génie qui lui est propre.
Outre un « amour sensuel des mots », Balzac apporte beaucoup de soin à la précision des termes : « Qu'il s'agisse d'un tonnelier ou d'un parfumeur, des coulisses d'un théâtre ou du laboratoire d'un chimiste, son vocabulaire technique est impeccable. » Il n'hésite pas à créer occasionnellement un néologisme, telle la « bricabraquologie » du cousin Pons, amateur d'antiquités. Enfin, il soigne la texture des phrases et la configuration des mots.
Signe de sa passion pour la philosophie et les théories explicatives, Balzac utilise volontiers des procédés susceptibles de donner à son récit un ton de vérité indiscutable, en recourant à la généralisation : « Ainsi commencent toutes les passions ; toutes les femmes savent que ; il n'y a qu'à Paris que […]. » De même, il ponctue souvent son récit d'une formule d'explication péremptoire du genre « voici pourquoi ».
Les premiers romans et les romans rédigés en feuilleton, tel Splendeurs et misères des courtisanes, étaient divisés en courts chapitres, dont chacun portait un titre adapté au contenu du récit. Lors de la reprise de ces romans en livre, Balzac commence par effectuer des regroupements de chapitres puis finit par les supprimer entièrement de l'édition définitive.

## Ouvrages composantLa Comédie humaine
Les ouvrages composant La Comédie humaine sont répartis en trois grandes divisions (Études de mœurs, Études philosophiques et Études analytiques), la première étant la plus importante, avec six sections : Scènes de la vie privée, Scènes de la vie de province, Scènes de la vie parisienne, Scènes de la vie politique, Scènes de la vie militaire et Scènes de la vie de campagne. Balzac a beaucoup insisté sur l'architecture d'ensemble de son œuvre, qui formait un tout, et dont le plan « embrasse à la fois l’histoire et la critique de la Société, l’analyse de ses maux et la discussion de ses principes ».
À partir de l'automne 1836, presque tous ses romans paraissent d'abord en feuilleton, découpés en tranches quotidiennes dans un journal, avant d'être édités en volumes.

### Catalogue et organisation deLa Comédie humaine

#### Études de mœurs

##### Scènes de la vie privée
- La Maison du chat-qui-pelote, 1830 (Mame-Delaunay), 1839 (Charpentier), 1842 (Furne)
- Le Bal de Sceaux, 1830 (Mame et Delaunay-Vallée), 1842 (Furne)
- Mémoires de deux jeunes mariées, 1842 (Furne)
- La Bourse, 1832 (Mame-Delaunay), 1835 (Béchet), 1839 (Charpentier), 1842 (Furne)
- Modeste Mignon, 1844
- Un début dans la vie, 1844 (Dumont), 1845 (Furne)
- Albert Savarus, 1842 (Furne)
- La Vendetta, 1830 (idem)
- Une double famille, 1830 (1re éd. Mame et Delaunay-Vallée), 1842 (Furne)
- La Paix du ménage, 1830 (1re éd. Mame et Delaunay-Vallée), 1842 (5e éd. Furne)
- Madame Firmiani, 1832 (1re éd. Gosselin), 1835 (éd Béchet), 1839 (Charpentier), 1842 (Furne)
- Étude de femme, 1831 (1re éd. Gosselin), 1842 (4e éd. Furne)
- La Fausse Maîtresse, 1842 (1re éd. Furne)
- Une fille d'Ève, 1839 (Souverain), 1842 (Furne)
- Le Message, 1833 (Mame-Delaunay)
- La Grenadière, 1832
- La Femme abandonnée, 1833 (1re éd. Béchet)
- Honorine, 1843
- Béatrix, 1839
- Gobseck, 1830 (1re éd. Mame-Delaunay), 1842 (Furne)
- La Femme de trente ans, 1834 (Charles-Béchet), 1842 (Furne)
- Le Père Goriot, 1835
- Le Colonel Chabert, 1835
- La Messe de l'athée, 1836
- L'Interdiction, 1836
- Le Contrat de mariage, 1835 (1re éd. Charles-Béchet), 1842 (Furne-Hetzel)
- Autre étude de femme, 1839-1842 ; comprenant La Grande Bretèche, 1832, 1837

##### Scènes de la vie de province
- Ursule Mirouët, 1842
- Eugénie Grandet, 1833
- Dans Les Célibataires
  - Pierrette, 1840
  - Le Curé de Tours, 1832
  - La Rabouilleuse, intitulé à l’origine Un ménage de garçon, 1842
- Dans Les Parisiens en province
  - L'Illustre Gaudissart, 1833 et 1843
  - La Muse du département, 1837
- Dans Les Rivalités
  - La Vieille Fille, 1836
  - Le Cabinet des Antiques (1838 sous le titre Les Rivalités en province dans Le Constitutionnel), 1839 (Souverain)
- Illusions perdues, 1836 à 1843 comprenant :
  - Les Deux Poètes (1837)
  - Un grand homme de province à Paris (1839)
  - Ève et David, 1843 (Les Souffrances de l’inventeur)

##### Scènes de la vie parisienne
- Histoire des Treize, comprenant :
  - 1) Ferragus, 1834 dédié à Hector Berlioz
  - 2) La Duchesse de Langeais, 1834, 1839
  - 3) La Fille aux yeux d'or, 1835
- César Birotteau, 1837 (Histoire de la grandeur et de la décadence de César Birotteau)
- La Maison Nucingen, 1838
- Splendeurs et misères des courtisanes, 1838 (Werdet), 1844-1846 (Furne)
  - Comment aiment les filles ou Esther heureuse (1838)
  - À combien l’amour revient aux vieillards (1843)
  - Où mènent les mauvais chemins (1846)
  - La Dernière Incarnation de Vautrin (1847)
- Les Secrets de la princesse de Cadignan, 1839
- Facino Cane, 1837
- Sarrasine, 1831
- Pierre Grassou, 1839
- Dans Les Parents pauvres
  - La Cousine Bette, 1846
  - Le Cousin Pons, 1847
- Un homme d’affaires (Esquisse d’homme d’affaires d’après nature), 1844 aux éditions Hetzel
- Un prince de la bohème, 1840, 1844 édition Potter, 1846 édition Furne
- Gaudissart II, 1844
- Les Employés ou la Femme supérieure, 1838 (Werdet), 1844 (Furne)
- Les Comédiens sans le savoir, 1846
- Les Petits Bourgeois (inachevé), terminé et publié par Charles Rabou en 1856-1854[212]
- L'Envers de l'histoire contemporaine, 1848
  - Madame de la Chanterie
  - L’Initié

##### Scènes de la vie politique
- Un épisode sous la Terreur, 1845
- Une ténébreuse affaire, 1843 (Souverain et Lecou), 1846 (Furne)
- Le Député d'Arcis (inachevé), terminé et publié en 1854 par Charles Rabou, selon la promesse qu’il avait faite à Balzac peu avant sa mort. Le texte se compose de trois parties :
  1. L'Élection, 1847
  2. Le Comte de Sallenauve (inachevé), terminé et publié par Charles Rabou en 1856[213]
  3. La Famille Beauvisage, 1854-1855
- Z. Marcas, 1831

##### Scènes de la vie militaire
- Les Chouans, 1829
- Une passion dans le désert, 1830

##### Scènes de la vie de campagne
- Les Paysans (inachevé). Publié en 1854 par la comtesse Evelina Hanska, madame de Balzac.
- Le Médecin de campagne, 1833
- Le Curé de village, 1841
- Le Lys dans la vallée, 1836

#### Études philosophiques
- La Peau de chagrin, 1830, 1834, 1837, Furne : 1846
- Jésus-Christ en Flandre
- Melmoth réconcilié, suite de Melmoth, l’homme errant, roman gothique de Charles Robert Maturin
- Le Chef-d'œuvre inconnu, 1831, 1837 (Furne : 1846)
- Gambara, 1837
- Massimilla Doni, 1837[214]
- La Recherche de l'absolu, 1834, 1839, 1845
- L'Enfant maudit[215], 1837
- Adieu, 1830
- Les Marana, 1834
- Le Réquisitionnaire, 1831
- El Verdugo, 1830
- Un drame au bord de la mer, 1834, 1835, 1843, 1846
- Maître Cornélius, 1832, 1836, 1846
- L'Auberge rouge
- Sur Catherine de Médicis, 1836-1844
  - Introduction
  - Le Martyr calviniste
  - La Confidence des Ruggieri
  - Les Deux Rêves
- L'Élixir de longue vie, 1831, 1834, 1846
- Les Proscrits, 1831[216]
- Louis Lambert, 1832
- Séraphîta, 1834

#### Études analytiques
- Physiologie du mariage, 1829 (Levasseur), 1846 (Furne)
- Petites misères de la vie conjugale
- Pathologie de la vie sociale (1830-1846) comprenant :
  1. Traité de la vie élégante, 1830
  2. Théorie de la démarche, 1833
  3. Traité des excitants modernes, 1839

### Ouvrages posthumes
Trois ouvrages inachevés lors du décès de Balzac seront publiés à titre posthume :
- Les Paysans, publié en 1854 par sa veuve, Évelyne Hańska.
- Le Député d'Arcis (1854), comprenant aussi Le Comte de Sallenauve (1856) et La Famille Beauvisage, terminé par Charles Rabou
- Les Petits Bourgeois de Paris, également terminé par Charles Rabou (1856)

### Ébauches rattachées àLa Comédie humaine

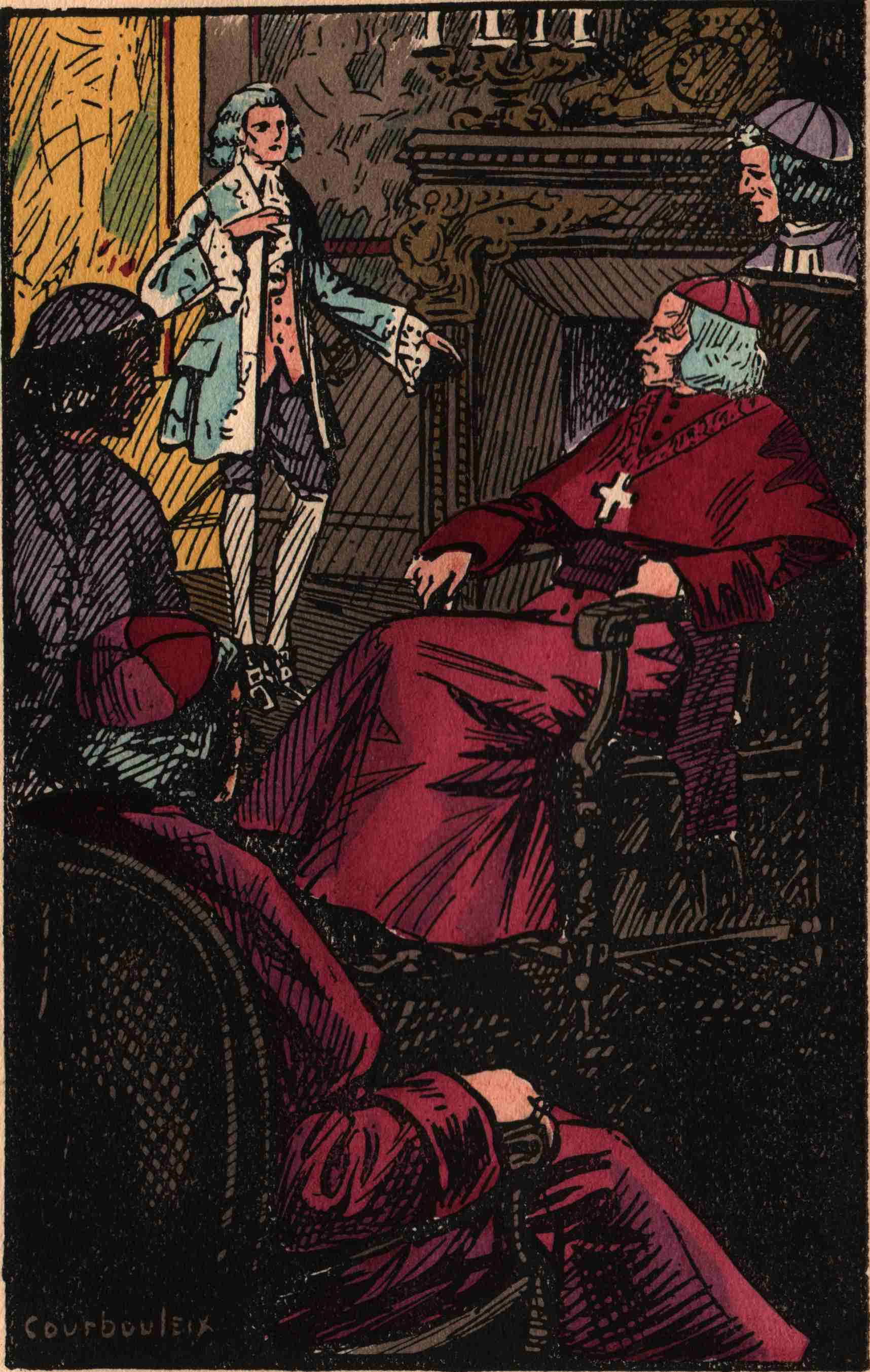
Frontispice d'une édition de Sarrasine par Léon Courbouleix (1922).

À sa mort, Balzac laissait une imposante série de dossiers contenant les ébauches d'œuvres en gestation, dont la plupart se rattachent à La Comédie humaine. Ces contes, nouvelles, fragments d’histoire ou essais présentent parfois, sous des titres différents, divers états d'un même récit. Au total, les spécialistes ont identifié vingt-cinq textes, dont une quinzaine font reparaître des personnages déjà connus. De ces textes, dix-neuf relèvent des études de mœurs, cinq sont classés dans les études philosophiques et un texte appartient aux études analytiques.
Ces ébauches, pour la plupart limitées à quelques pages, voire quelques lignes, et dont plusieurs connaissent divers faux départs, permettent de reconstituer le parcours littéraire de Balzac et d’en éclairer les zones d’ombre. En cela, elles ont une valeur historique importante, et parfois, une valeur littéraire inattendue. Mais c’est surtout par ce qu’elles nous apprennent sur Balzac et sa manière d’écrire qu’elles sont précieuses. Les plus anciennes remontent à 1830, tandis que les plus récentes datent de janvier 1848.
L’ensemble des manuscrits éparpillés à la mort de l’auteur a pu être réuni grâce au patient travail de collectionneur du vicomte Charles de Spoelberch de Lovenjoul, et après lui à Marcel Bouteron et aux « archéologues littéraires » qui ont travaillé à remettre ces textes en ordre et à en interpréter le sens, en cherchant ce qui les rattachait à La Comédie humaine. Ces ébauches ont été publiées intégralement en 1981.

### Historique des éditions
Balzac a été publié chez de nombreux éditeurs : Levasseur et Urbain Canel (1829), Mame-Delaunay (1830), Gosselin (1832), Madame Charles-Béchet (1833), Werdet (1837), Charpentier (1839). Une édition illustrée de Charles Furne (20 vol., in-8°, de 1842 à 1855) a réuni l’intégralité de La Comédie humaine en association avec Houssiaux, puis Hetzel, Dubochet et Paulin. Même si cette édition, dite « définitive », de La Comédie humaine avait été corrigée par l'auteur, ce dernier continue à apporter des corrections sur son exemplaire personnel, lesquelles seront incorporées dans « le Furne corrigé », édité par Lévy en 1865 et qui a servi de base à l'édition en Pléiade (1976-1981).
Charles de Spoelberch de Lovenjoul a publié en 1879 une Histoire des œuvres de H. de Balzac, comportant une bibliographie complète, une chronologie de la publication, une table alphabétique des titres et une bibliographie des études publiées sur cette œuvre.

## Réception critique et postérité

### Mise à l'index
L’Église catholique a condamné l'œuvre de Balzac en raison de son « immoralité » et des amours illicites qu'il avait mises en scène. Son œuvre est mise à l’Index par divers décrets datés des 16 septembre 1841, 28 janvier et 5 avril 1842. Balzac avait espéré désamorcer les critiques et cette condamnation en faisant une profession de foi religieuse et légitimiste dans l'avant-propos de La Comédie humaine, dans lequel il dit écrire « à la lumière de deux vérités éternelles : la Religion et la Monarchie », mais son plaidoyer ne convainc pas ses ennemis. Un nouveau décret en date du 20 juin 1864 condamne tous les écrits de Balzac, qui resteront interdits jusqu'en 1900.
Par la suite, Balzac s'est encore défendu des accusations d'immoralité en affirmant que « la littérature a pour mission de peindre la société ». Il ajoute : « Si, lisant La Comédie humaine, un jeune homme trouve peu blâmables les Lousteau, les Lucien de Rubempré, etc., ce jeune homme est jugé. […] Celui-là est un homme sur qui les livres les plus moraux ne feront rien,. »

### Critique de l'époque

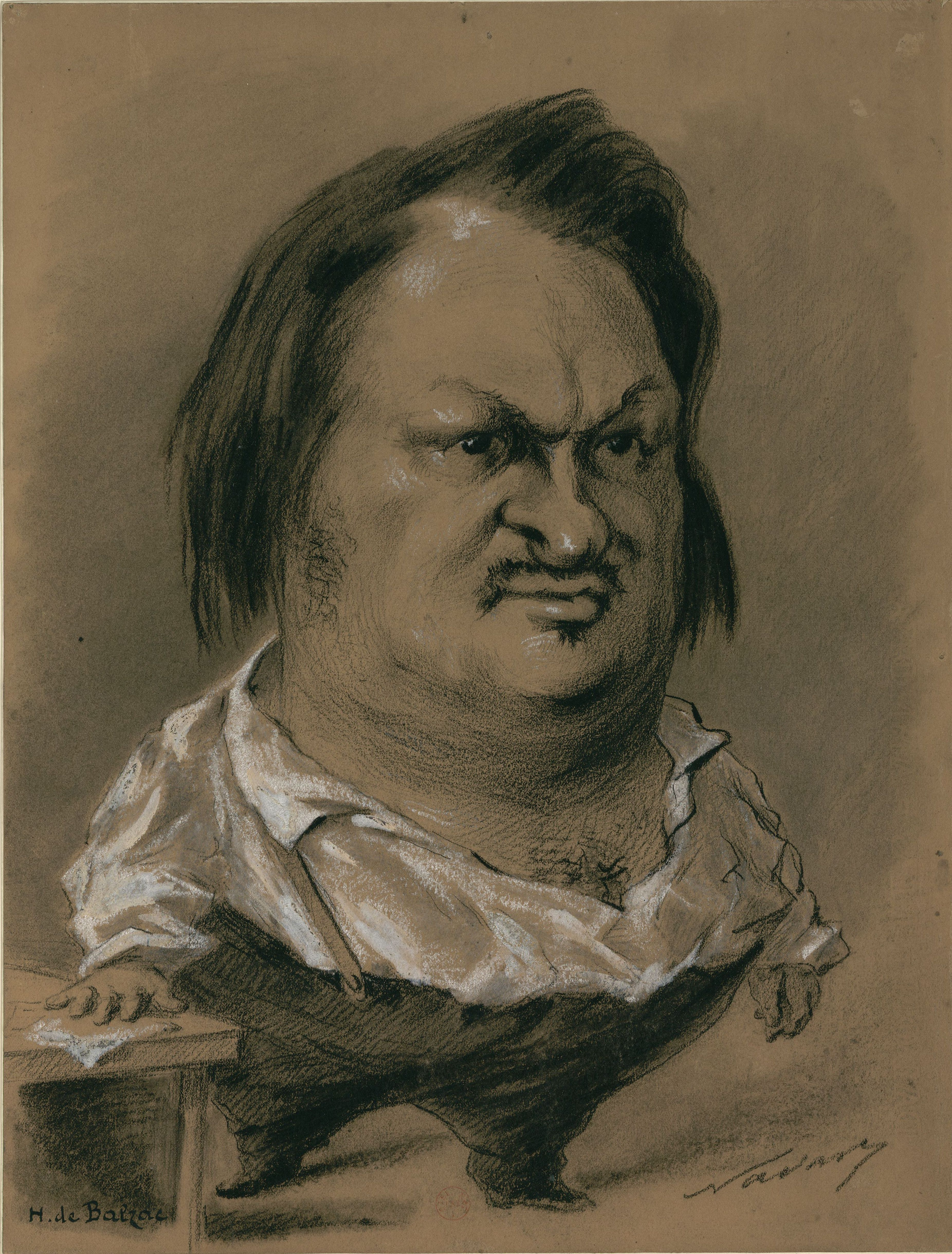
Balzac vu par Nadar en 1850.

La presse de l'époque n’a pas été tendre avec Balzac qui, dans ses romans, la présentait sous un jour très sombre. Plus le succès de Balzac grandit auprès du public, plus la critique se fait dure et méchante. Avec Physiologie du mariage, puis La Peau de chagrin, Balzac a atteint dès 1831 une « renommée si étendue que les haines littéraires s'éveillaient ». Son œuvre est souvent en butte à des critiques mesquines. Balzac en est blessé et dit avoir « supporté tout ce que pouvaient les auteurs contre un des leurs ». En 1835, le conflit qui l'oppose au puissant éditeur François Buloz à propos de la vente d'un de ses ouvrages sans respect pour ses droits moraux lui vaut d'être en butte à une campagne de dénigrement sans pareille, dont les répercussions seront durables.
Balzac avait peu d’ennemis parmi les grands écrivains de son époque, même si d’inévitables chamailleries éclataient parfois. Son seul véritable ennemi fut Sainte-Beuve qui lui reproche de faire de la « littérature commerciale » avec La Comédie humaine.

### Postérité littéraire

#### En France

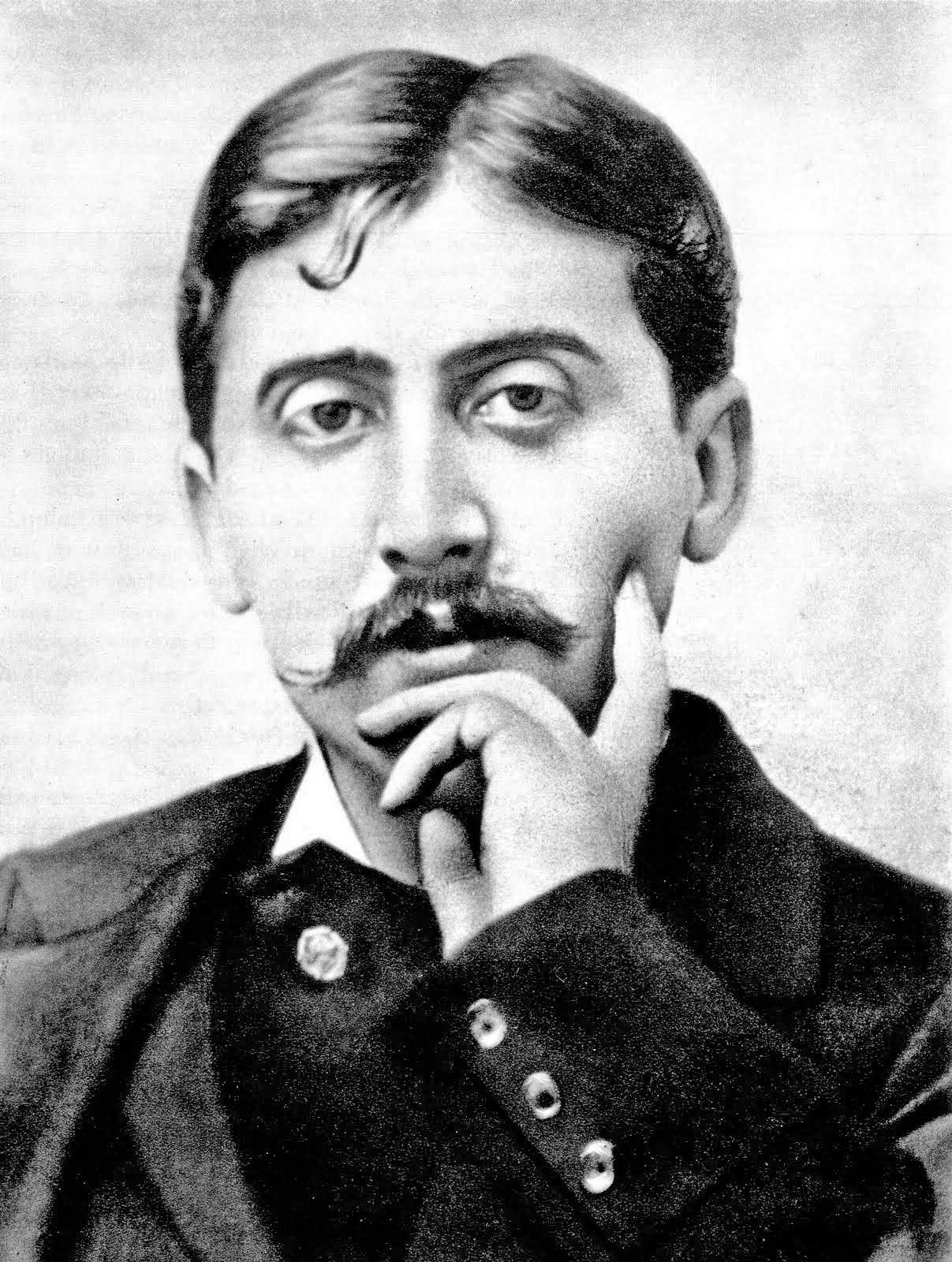
Marcel Proust salue chez Balzac l'immensité du dessein.

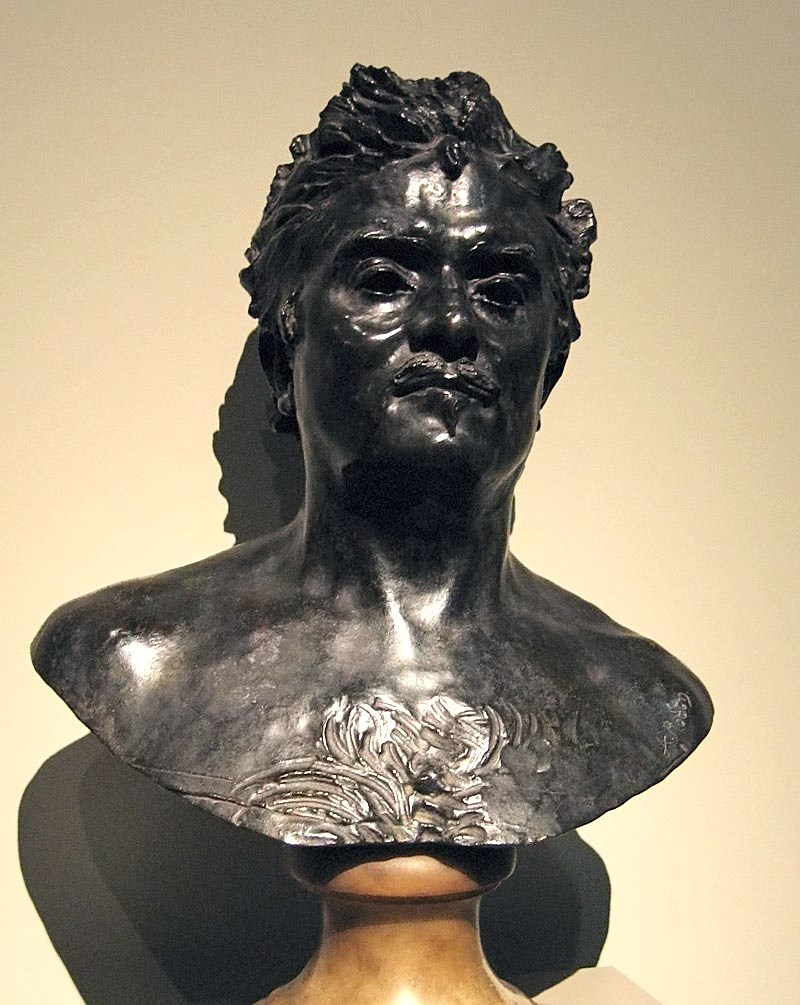
Buste d’Honoré de Balzac par Rodin, Victoria and Albert Museum.

L'acharnement de la critique envers Balzac se calme après sa mort : « Nous voulons parler de M. de Balzac. Il a en effet, depuis qu'il est mort une rare bonne fortune. Autour de son nom, c'est un concert et comme une émulation universelle de louanges. » Par intérêt ou par amitié, certains veulent recueillir ses lettres, éditer un florilège de ses pensées, organiser un concours sous son nom, lui élever un tombeau, une statue, etc..
La Comédie humaine est saluée comme un chef-d’œuvre par les plus grandes plumes. Parmi les premiers à prendre sa défense, on compte Jules Barbey d'Aurevilly, qui a tiré d'Autre étude de femme son inspiration pour Les Diaboliques, et qui écrit en 1857 dans Le Pays : « Pour tout dire en un mot, il restera prouvé qu’en hachant n’importe où une page de Balzac, en tronquant cet ensemble merveilleux d’une page, on aura, avec des teintes nouvelles et l’originalité la plus profonde, quelque chose comme Les Caractères de La Bruyère, les Maximes de La Rochefoucauld, les Pensées de Vauvenargues et de Joubert, et les Aphorismes de Bacon. »
En 1858, Taine publie une longue étude dans laquelle il fait de Balzac le père du réalisme et le qualifie même de « naturaliste », en se basant sur le fait que, dans son Avant-propos, Balzac voulait écrire « l'histoire naturelle » de l'homme. Cette étude, d'abord publiée dans une série d'articles de journal en 1858, sera reprise sous forme de livre et aura un retentissement durable, établissant La Comédie humaine comme « le grand monument littéraire » du siècle.
Flaubert s'est inspiré du Lys dans la vallée pour L'Éducation sentimentale. Quant au bovarysme de son héroïne la plus célèbre, il apparaissait déjà dans La Femme de trente ans : « À ce tournant-là de son œuvre (Madame Bovary), une figure de romancier paraît s'être imposée à Flaubert : celle de Balzac. Sans trop forcer les choses, on pourrait dire qu'il s'est choisi là un père. »
Dans Les Rougon-Macquart, Émile Zola reprend la structure en cycle romanesque de La Comédie humaine, sous l'influence de l'article de Taine, tout en précisant les différences avec son modèle, notamment : « Mes personnages n'ont pas besoin de revenir dans les romans particuliers. » Le 29 mai 1867, il écrit à un correspondant : « Avez-vous lu tout Balzac ? Quel homme ! Je le relis en ce moment. Il écrase tout le siècle. Victor Hugo et les autres, pour moi, s’effacent devant lui. » Quant à La Comédie humaine, il la définit ainsi : « L’épopée moderne, créée en France, a pour titre La Comédie humaine et pour auteur Balzac. »
Si certaines critiques continuent à apparaître jusque vers 1870, Balzac est toutefois reconnu comme un « classique » bien avant la fin du siècle.
Marcel Proust reconnaît lui aussi le génie de Balzac et le pastiche dans un de ses textes. Dans Contre Sainte-Beuve, Il salue chez l'écrivain « l’immensité de son dessein » et « cette admirable invention d’avoir gardé les mêmes personnages dans tous ses romans », qui fait de cette œuvre « un cycle, dont un roman n’est qu’une partie », tout en déplorant la « vulgarité des sentiments » qui émane de sa correspondance.
Le roman balzacien a toutefois été critiqué par les écrivains du nouveau roman, notamment Nathalie Sarraute, dont l'œuvre veut « remettre en question le statut du personnage, les règles de la description, et la fonction même du roman ». La romancière nuancera toutefois son jugement par la suite : « J'aime beaucoup Balzac, je trouve que c'est un grand créateur. Mais essayer, maintenant, de voir, à travers des formes balzaciennes, une réalité qui se défait, s'épand de tous côtés, me paraît impossible. » Roland Barthes, qui a consacré plusieurs essais à Balzac et un livre entier à Sarrasine, compte parmi les critiques enthousiastes de Balzac : « Balzac, c’est le roman fait homme, c’est le roman tendu jusqu’à l’extrême de son possible, de sa vocation, c’est en quelque sorte le roman définitif, le roman absolu. » En dépit de cela, il reconnaît que cette œuvre romanesque est condamnée par essence à reproduire les conventions culturelles de la société où elle s'est développée, ce qui l'amène à relever du « lisible » plutôt que du « scriptible » : « La Pleine Littérature [est] guettée mortellement par l'armée des stéréotypes qu'elle porte en elle. »
Comme le note André Maurois dans l’épilogue de Prométhée ou la vie de Balzac : « Tous les grands monuments jettent de l’ombre ; il y a des gens qui ne voient que l’ombre. Les naturalistes reconnurent (à tort) en lui un ancêtre, bien que Zola crut discerner “une fêlure du génie” dans la politique et la mystique de Balzac. Émile Faguet, en 1887, lui reprochait ses idées de clerc de notaire de province et les vulgarités de son style. »

#### Dans le monde

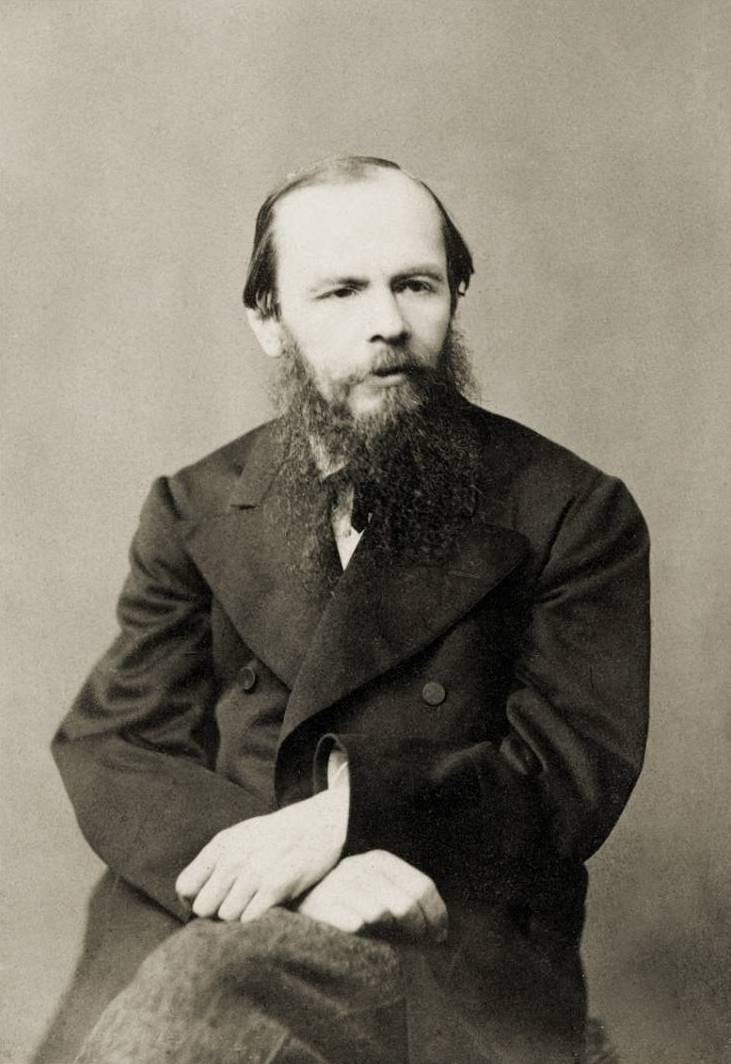
Dostoïevski avait lu tout Balzac à l'âge de 16 ans.

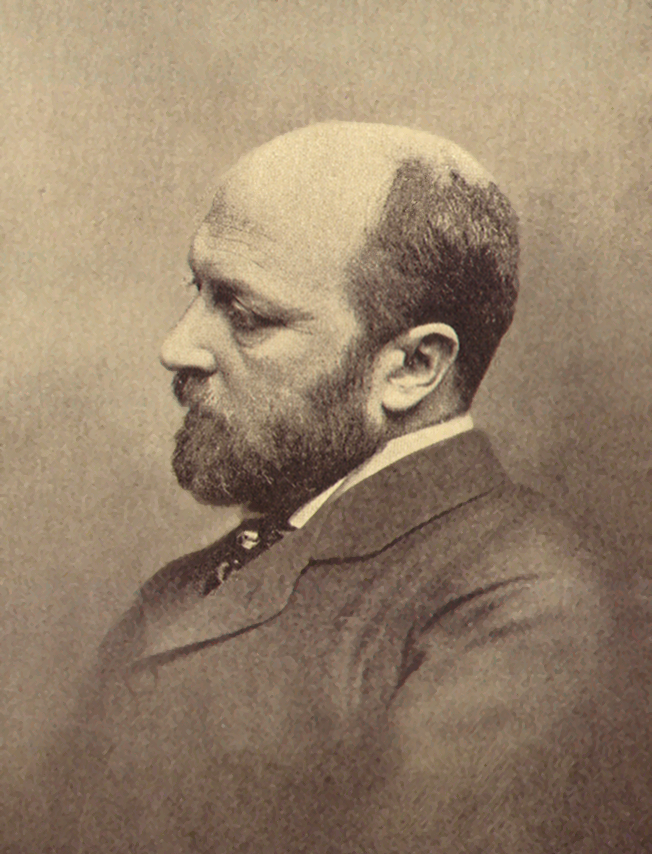
Henry James a écrit plusieurs essais sur Balzac.

Balzac a inspiré nombre d'écrivains. Un de ses fervents admirateurs en Russie est Fiodor Dostoïevski. Encore jeune homme, celui-ci se flatte d’avoir lu tout Balzac dès l’âge de seize ans et il fait ses premiers pas en littérature, en traduisant, en 1843, en russe, Eugénie Grandet, roman qui va lui inspirer Les Pauvres Gens. Après une longue éclipse, Balzac devient, sous le régime soviétique, l'écrivain le plus lu de tous les classiques de l'Occident.
En Allemagne, il est très tôt accueilli avec enthousiasme mais son étoile faiblit par la suite, et il faudra attendre Curtius, Hoffmansthal et Stefan Zweig pour qu'il soit reconnu à nouveau. Il en va de même en Belgique.
En Grande-Bretagne, au contraire, l'accueil est d'abord très froid en raison du puritanisme de l'ère victorienne. Thackeray est très critique, même si son roman Vanity Fair présente bien des ressemblances avec La Cousine Bette. Quant à la romancière George Eliot, elle condamne Le Père Goriot comme « un livre haïssable », ce qui suscite les protestations de Swinburne et George Moore. Les premières traductions de cinq grands romans paraissent en 1860, mais La Comédie humaine ne paraît en traduction qu'à partir de 1886. Balzac a aussi des admirateurs enthousiastes, tels Thomas Hardy et Oscar Wilde. Dans les années 1970, John Le Carré envisage de réaliser un ensemble de romans d'espionnage « qui se passeraient dans tous les coins de la planète et constitueraient une sorte de Comédie humaine de la Guerre froide », mais le projet est abandonné.
Aux États-Unis, l'écrivain Henry James lui consacre plusieurs essais. Le romancier William Faulkner revendique Balzac comme l'une de ses influences majeures, affirmant qu'il relisait « certaines œuvres de Balzac presque chaque année » et admirant la création d'un « monde unique qui lui est propre, un courant de vie qui s'épanche à travers une vingtaine de livres ». Balzac était vers 1950 l'écrivain étranger le plus populaire en ce pays.
En Espagne, ce n'est qu'avec Benito Pérez Galdós que la réputation de Balzac se répand dans le public
Nombre de composantes de La Comédie humaine ont été traduites en diverses langues : albanais, allemand, anglais, arabe, arménien, basque, bulgare, catalan, chinois, coréen, croate, danois, espagnol, espéranto, finnois, gallois, grec moderne, gujarati, hébreu, hindi, hongrois, italien, japonais, letton, lituanien, macédonien, mongol, néerlandais, norvégien, ourdou, persan, polonais, portugais, roumain, russe, serbe, slovaque, slovène, suédois, tamoul, tchèque, turc, ukrainien, vietnamien, yiddish, etc. Au catalogue des publications mondiales, les œuvres de Balzac sont parmi les plus souvent éditées de la littérature française.

### Les illustrateurs de ses romans

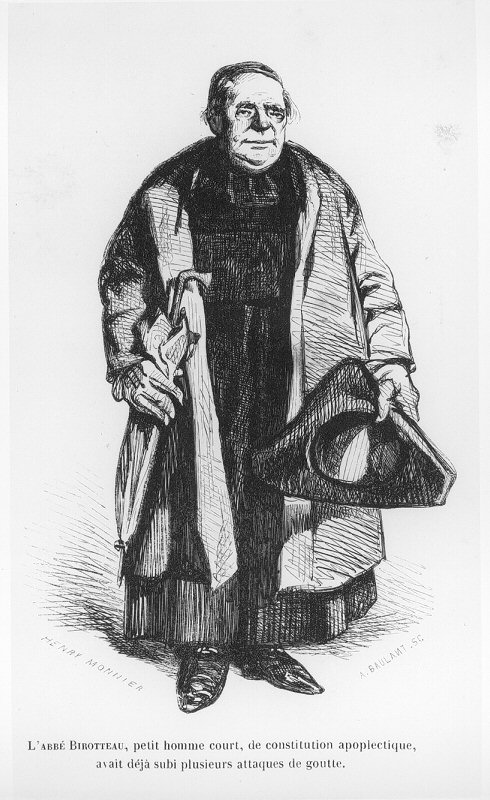
Gravure de Henry Monnier pour Le Curé de Tours (1832).

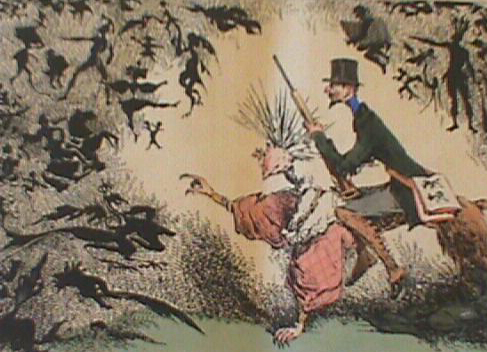
Songe drolatique par Henry Monnier (1830).

De nombreux peintres, caricaturistes ou illustrateurs ont enrichi les œuvres d’Honoré de Balzac depuis leur parution, dans des éditions multiples.
- Henry Monnier : Le Curé de Tours.
- Grandville et Paul Gavarni : Peines de cœur d'une chatte anglaise et Autres scènes de la vie privée et publique des animaux, éd. Hetzel en 1844 et 1845.
- Célestin Nanteuil : huit dessins dans l’édition Furne de La Comédie humaine.
- Jean-Adolphe Beaucé : L'Excommunié pour l'édition Marescq de 1855.
- Honoré Daumier : dessin pour Ferragus ; Le Père Goriot (116 gravures).
- Louis Édouard Fournier : illustrations du Lys dans la vallée.
- Bertall : Petites misères de la vie conjugale[252].
- Tony Johannot, Pierre Gustave Staal, Eugène Lampsonius : Œuvres illustrées de Balzac, édition Marescq de 1851.
- Édouard Toudouze : une dizaine de romans ou nouvelles.
- Charles Huard : La Cousine Bette pour l’édition 1910.
- Auguste Leroux : illustrations pour Eugénie Grandet, Ferroud (1911), coll. « Librairie des amateurs ». Les 26 compositions d'Auguste Leroux, en texte et hors-texte, dont un frontispice, ont été gravées sur bois en couleurs par Florian, Froment et Duplessis.
- Gustave Doré : 425 dessins pour Les Cent Contes drolatiques.
- Daniel Hernandez, peintre péruvien : illustrations pour Le Curé de village, Illusions perdues, Le Médecin de campagne.
- Albert Robida : illustrations pour Les Cent Contes drolatiques.
- Oreste Cortazzo : dessins pour La Rabouilleuse, Le Député d'Arcis, Petites misères de la vie conjugale, Peines de cœur d'une chatte anglaise.
- Pablo Picasso : Picasso et Le Chef-d'œuvre inconnu. Ambroise Vollard proposa en 1921 à Picasso d’illustrer ce livre de Balzac, qui met en scène un vieux peintre de génie, Frenhofer. Picasso, fasciné par le texte, s’identifia d’autant plus aisément que l’atelier de Frenhofer se situait rue des Grands Augustins. Peu de temps après la proposition de Vollard, Picasso allait louer lui-même un atelier au numéro 7 de cette même rue où il peindrait son chef-d’œuvre : Guernica[253].
- Pierre Alechinsky : le Traité des excitants modernes, 1989. Le livre, accompagné d’une postface de Michel Butor, est publié par Yves Rivière.
- Pol Bury : la deuxième partie de Pathologie de la vie sociale, Théorie de la démarche, livre illustré en 1990.

### Les contrefaçons
Balzac est l’auteur du XIXe siècle qui a été le plus piraté en Belgique, et c’est seulement après sa mort, en 1853, que fut signée entre la France et la Belgique une convention bilatérale garantissant réciproquement les droits des auteurs sur la protection de leurs œuvres.
D’après Robert Paul (créateur du musée du Livre belge), la contrefaçon est née de l’absence de toute entente internationale pour la protection des œuvres de l’esprit. L’industrie qui en découle et qui s'est développée en Hollande dès le XVIIe siècle consiste à reproduire et à lancer sur le marché européen des ouvrages récemment publiés à Paris. Comme le contrefacteur belge ne rémunérait pas les auteurs, il pouvait facilement concurrencer l’éditeur parisien. Si la France lui demeurait fermée, il était libre d’inonder la Belgique, l’Angleterre, l’Allemagne, l’Autriche, l’Italie et même la Russie. En 1836, trois contrefacteurs bruxellois, Wahlen, Hauman et Méline, ont des dépôts en Allemagne et en Italie, à Kehl et jusqu’en Algérie. Éditeurs et écrivains français protestent. Dès 1834, Honoré de Balzac prend la tête du mouvement avec sa célèbre Lettre aux écrivains français du XIXe siècle. D’autres auteurs le suivront, jusqu’à ce que la convention franco-belge de 1853 vienne mettre un terme à cette pratique.
Actuellement, on peut encore trouver ces contrefaçons dans des librairies ou sur des sites de livres anciens de vente par correspondance :
- Physiologie du mariage, chez Meline, à Bruxelles, en 1834.
- Les Chouans, 1835 chez Hauman à Bruxelles (sous le titre Le Dernier Chouan ou la Bretagne en 1800). Une autre chez Méline en 1837.
- Le Père Goriot histoire parisienne, par Honoré de Balzac, Bruxelles, Meline, Cams et Compagnie, 1837. Imprimée deux ans après l’édition originale.
- La Peau de chagrin, Bruxelles, Louis Hauman, 1831, paru à la date de l’édition originale.
- Le Lys dans la vallée[255].
- Les Employés ou la Femme supérieure paraît en juillet 1837, en quinze feuilletons quotidiens. Et la même année, trois contrefaçons.
- Un début dans la vie, 1842. Sous le titre Le Danger des mystifications. Plus trois contrefaçons la même année.
- La Dernière Incarnation de Vautrin, 1847, Bruxelles, Lebègue et Sacré fils. La contrefaçon paraît un an avant l’édition française.
- Illusions perdues, Un grand homme de province à Paris, 1839, parue la même année que l’édition originale de Paris.
- Nouvelles scènes de la vie privée, Bruxelles, Méline, 1832, contenant : Le Conseil, La Bourse, Le Devoir d’une femme, Les Célibataires, Le Rendez-vous, La Femme de trente ans, Le Doigt de Dieu, Les Deux Rencontres, L’Expiation.